# Chiese di Palermo
Per chiese di Palermo si intendono gli edifici di culto cristiani della città di Palermo.
Nella storia della città sono state molte le chiese demolite, scomparse, dismesse e sconsacrate. Sotto la dominazione araba si assiste alla conversione di numerose chiese in moschee. Con la successiva riconquista normanna sono ripristinati tutti i luoghi di culto. Con i Vespri siciliani si assiste a un rallentamento delle costruzioni religiose vedi la prima costruzione della chiesa di San Domenico. In epoca spagnola sono requisiti e demoliti moltissimi beni ecclesiastici per ricavare spazi edificabili e per tracciare il primo progetto urbanistico della città che prevede la realizzazione della principale arteria cittadina costituita dalla via Maqueda, in onore del Viceré di Sicilia Bernardino de Cárdenas y Portugal Duca di Maqueda, che interseca perpendicolarmente il primitivo Cassaro. Molti edifici religiosi furono poi confiscati dallo Stato dopo l'unità d'Italia del 1861. Questi manufatti costituiscono però ancora la quasi totalità dei tesori artistici che compongono attualmente il patrimonio storico e artistico di Palermo.

## Chiese e architetture religiose a Palermo
Per l'insigne profilo normanno, nel 2015 cinque architetture religiose, simbolo e luoghi di culto della città, sono stati dichiarati Patrimonio dell'Umanità all'interno del sito seriale Palermo arabo-normanna e le cattedrali di Cefalù e Monreale e posti sotto la tutela dell'UNESCO.
Si tratta della Cappella Palatina, della Cattedrale della Santa Vergine, della chiesa di San Cataldo, della chiesa di San Giovanni degli Eremiti e di quella della Martorana.

### Architetture religiose monumentali
Del 1071 è la romanica chiesa di San Giovanni dei Lebbrosi.

Non lontano è ubicata la chiesa di San Giovanni degli Eremiti, che con le sue caratteristiche cupole rosse (cromaticamente inventate nel XIX secolo) è diventata uno dei simboli della città. Vanno inoltre ricordate la chiesa della Martorana, sita in piazza Bellini, dalla ricchissima decorazione a mosaico del più puro stile bizantino, e la vicina chiesa di San Cataldo del 1160, dalla facciata tripartita sormontata da grosse cupole realizzate su tamburo, con all'interno un interessantissimo pavimento 

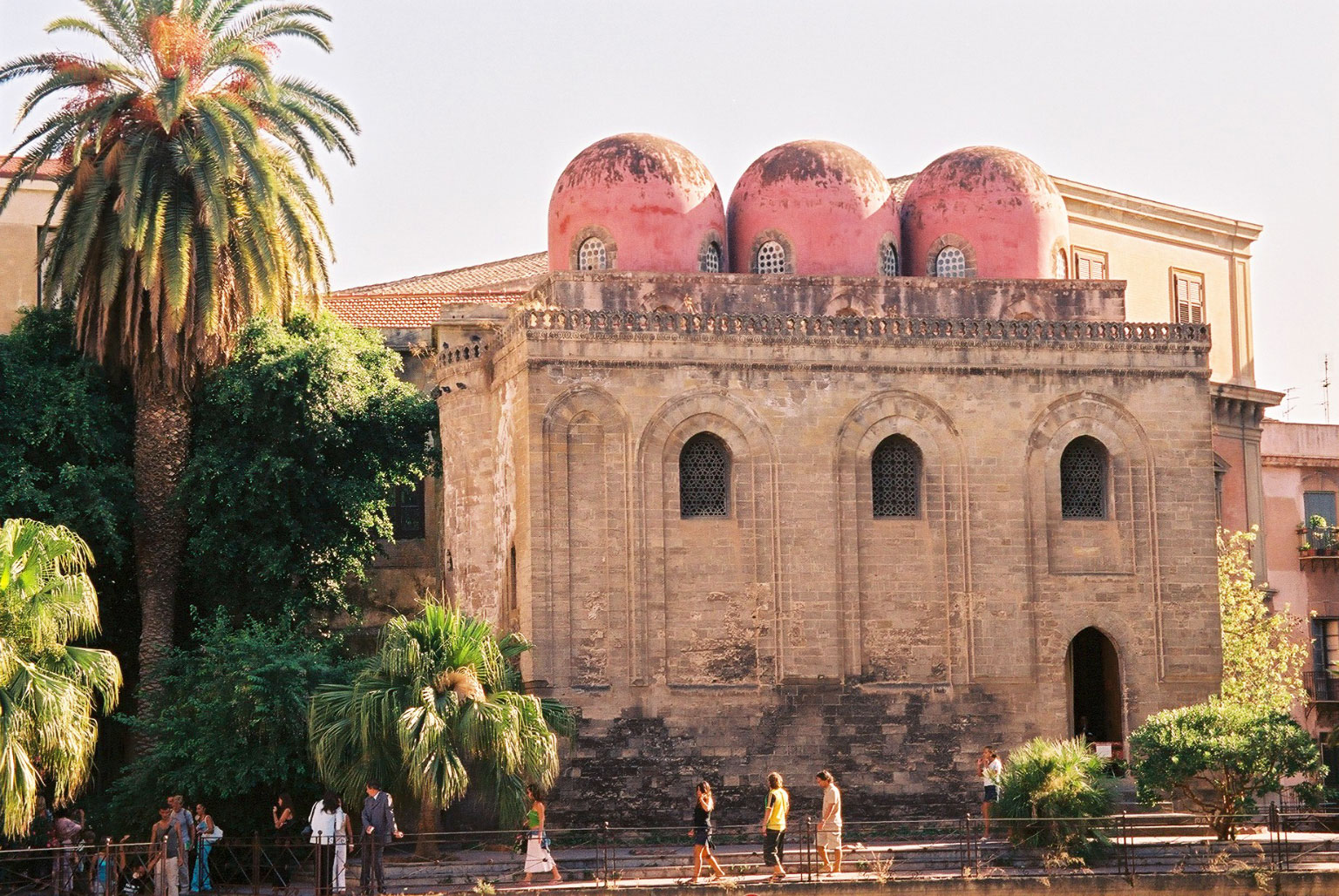
Chiesa di San Cataldo.

 Costruita tra il 1130 e il 1170, la basilica La Magione, conosciuta anche come chiesa della Santissima Trinità, presenta una pianta a forma basilicale a tre navate, sorrette da colonne; mentre internamente la costruzione si presenta molto squadrata e movimentata da una serie di archi ogivali, tipici dell'architettura normanna, che girano intorno alla chiesa.

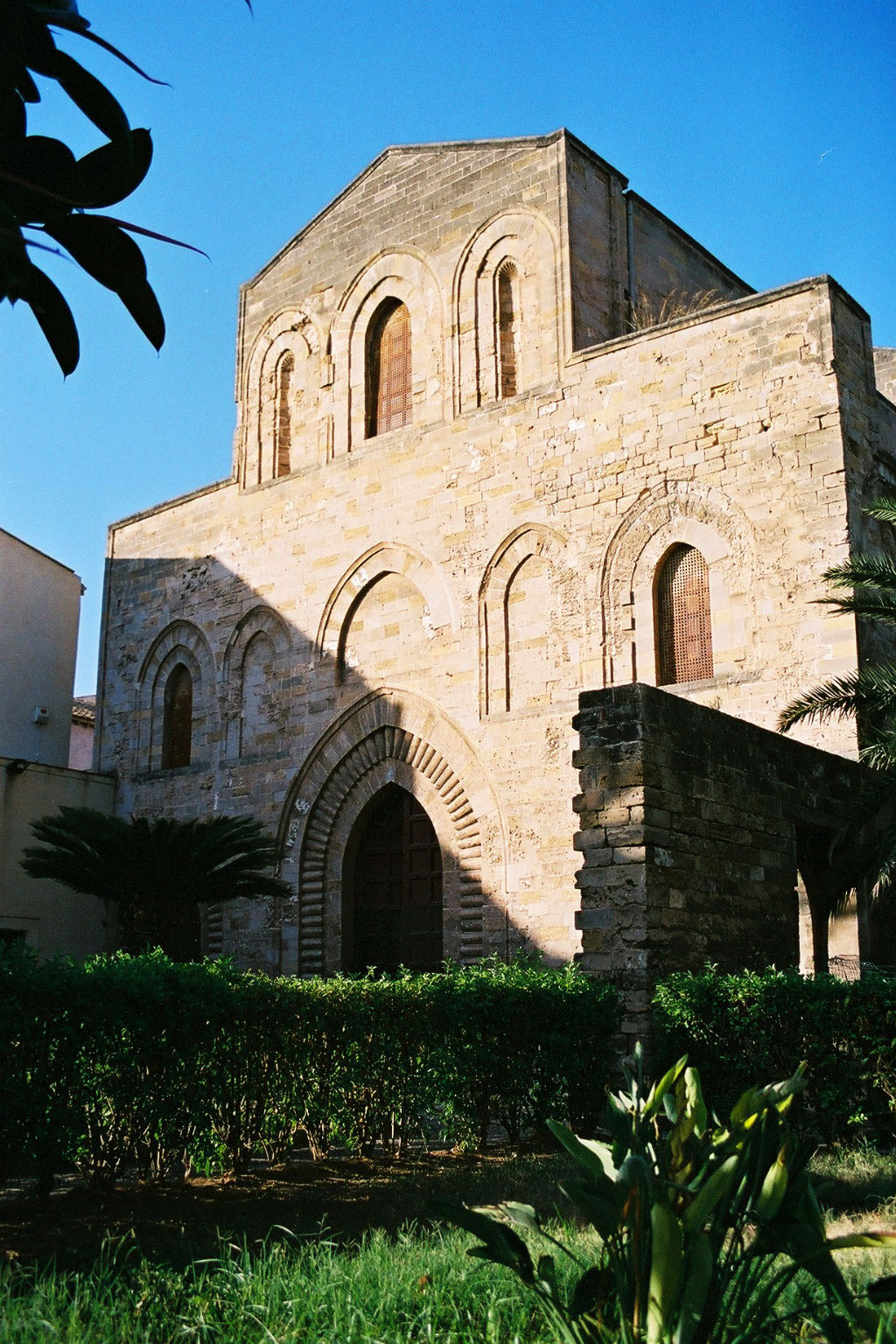
Basilica della Santissima Trinità del Cancelliere, detta La Magione.

Dello stesso periodo è la chiesa del Santo Spirito (all'interno del cimitero di Sant'Orsola), dove motivi ornamentali in stile normanno s'inseriscono in una sobria architettura, articolata da archetti ogivali e portali d'ingresso. Presso la Loggia dell'Incoronazione, da dove i sovrani di Sicilia si mostravano per la prima volta al popolo, si trova la chiesa di Santa Cristina la Vetere. L'edificio fu costruito intorno al 1171 come mausoleo per le spoglie di santa Cristina, compatrona di Palermo, lungo il vicolo dei Pellegrini, un breve tratto della via Francigena.
Sul Càssaro, oggi Corso Vittorio Emanuele II, si affaccia lo splendido complesso della cattedrale della Vergine Assunta, eretta nel 1185 su un'area pianeggiante precedentemente occupata da una moschea araba.

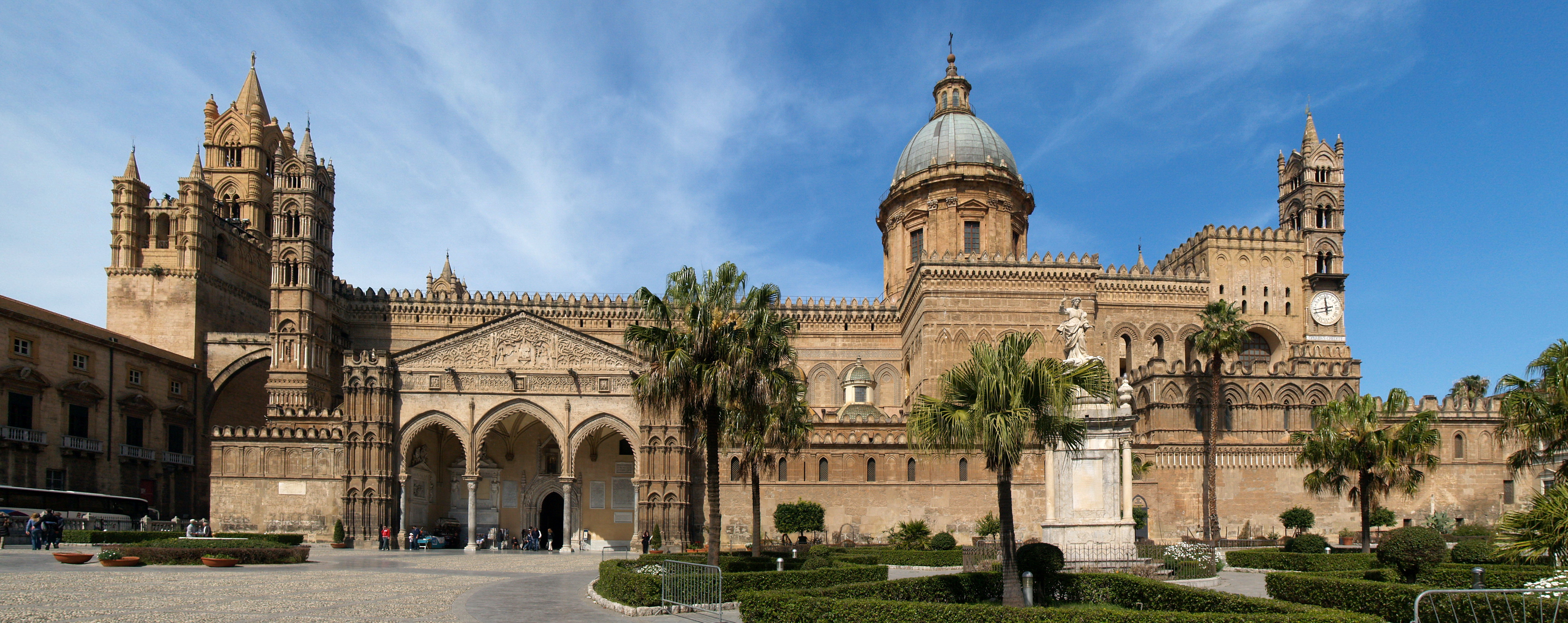
Cattedrale di Palermo.

La sorprendente commistione artistica, presente nell'edificio, sembra ripercorrere l'intera storia cittadina e dei popoli, che l'hanno guidata, mettendo in bella mostra un portale laterale e delle torrette campanarie in stile gotico trecentesco, una facciata principale quattrocentesca, un'abside con decorazioni arabo-normanne, una cupola e cupolette laterali tardo barocche e numerose inserzioni neogotiche dei primi anni del XIX secolo tra cui le parti basse del prospetto meridionale (oltre al nuovo transetto) e il gruppo di campanili sul Palazzo Arcivescovile di Emmanuele Palazzotto. 

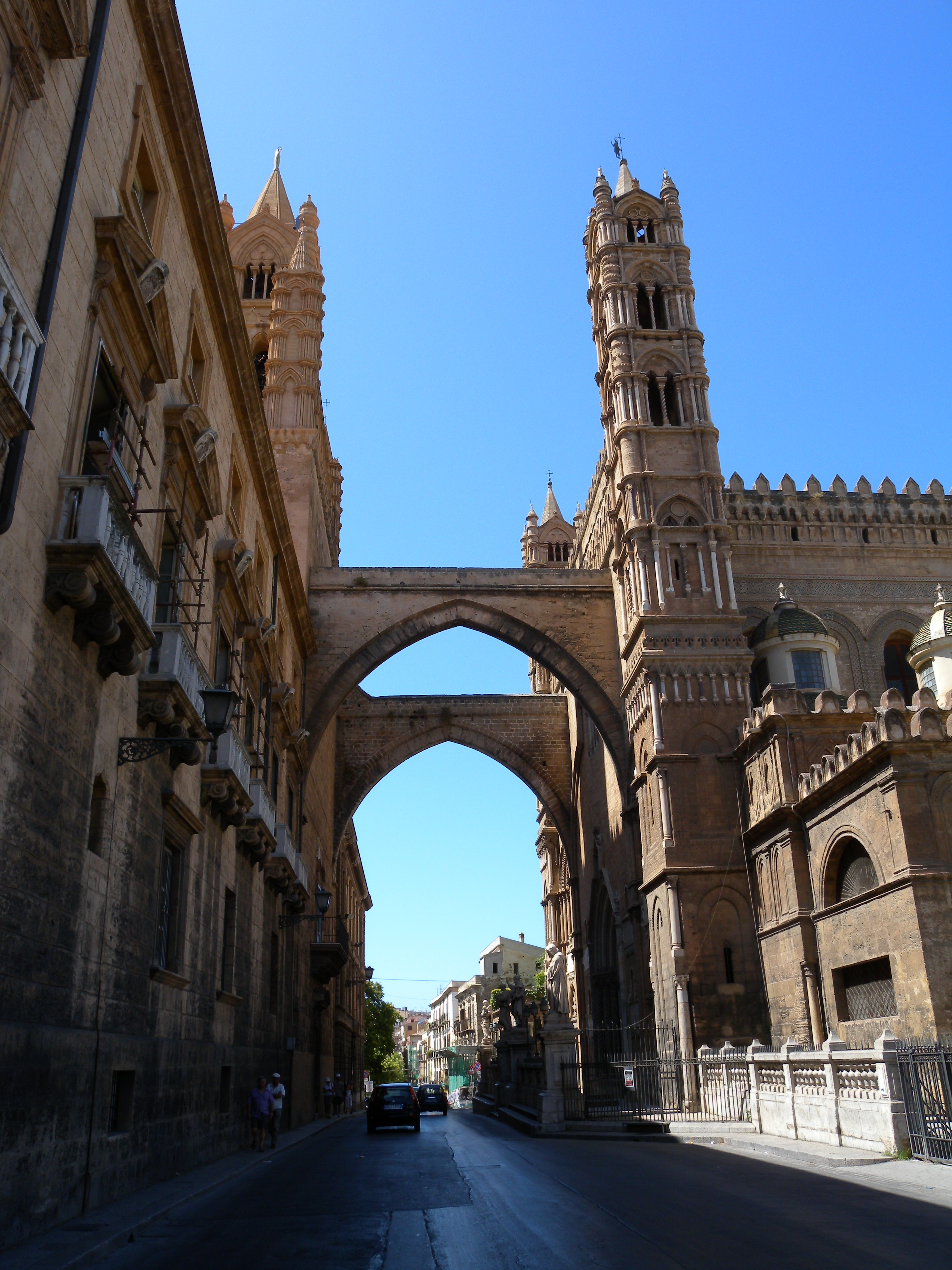
Cattedrale di Palermo (particolare).

Per restaurare e rimodernare la basilica, l'interno venne ricostruito in stile neoclassico alla fine del XVIII secolo. Vi sono conservati i sarcofagi di Federico II, Ruggero II, Arrigo VI, Costanza d'Altavilla e Costanza d'Aragona, oltre alla corona d'oro di Costanza di Sicilia, preziosi ornamenti e gioielli reali esposti nel tesoro della Cattedrale. La torre più imponente della cattedrale ospita 8 campane ambrosiane (il campanone chiude le distese complete e i concerti solenni).

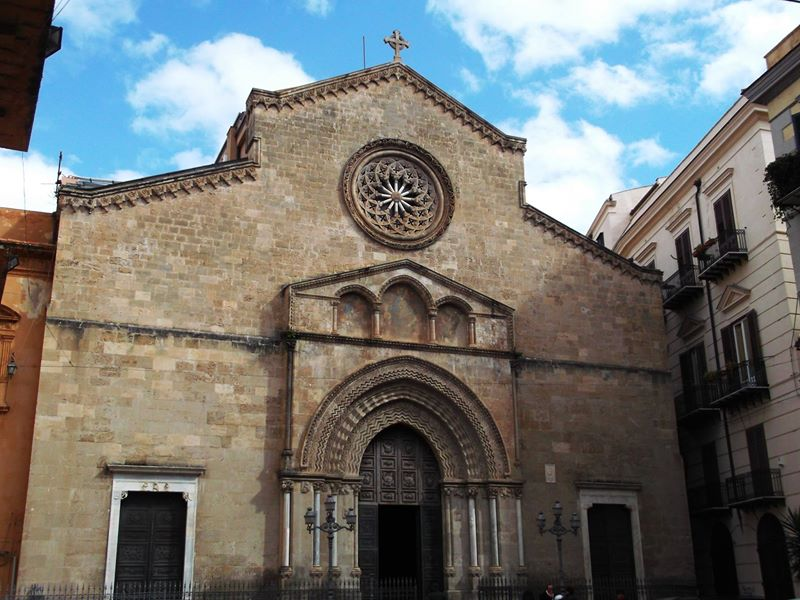
Basilica di San Francesco d'Assisi.

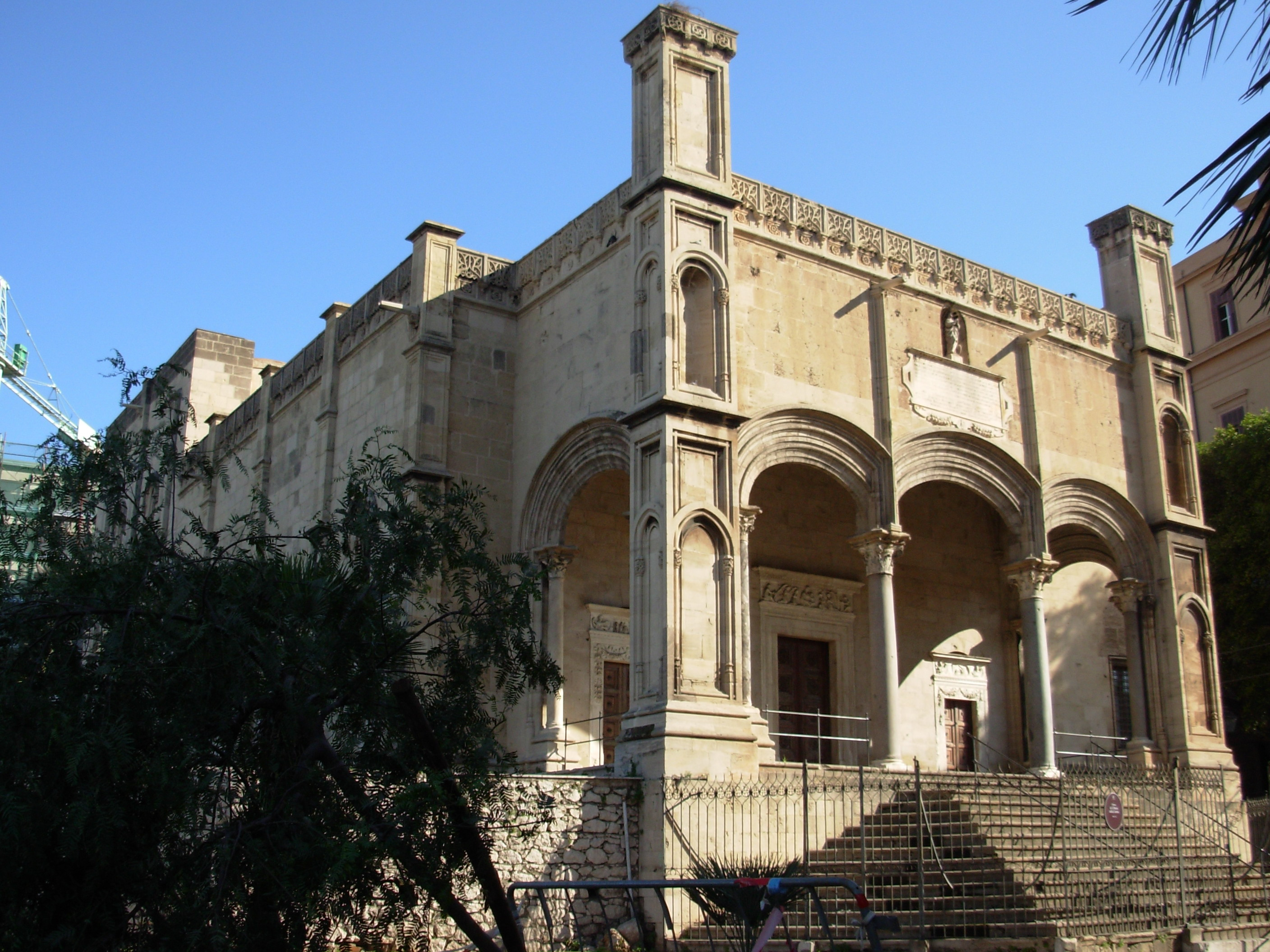
Santa Maria della Catena

Nell'arco del XIII secolo, in maniera particolare durante la dominazione angioina, in città si sviluppò lo stile architettonico del gotico, di cui sono esempi: la chiesa di San Francesco d'Assisi, soggetta a continue trasformazioni e rifacimenti con sovrapposizioni di linguaggi artistici diversi, tanto che in età barocca l'edificio, al suo interno, venne ricoperto da stucchi e affreschi da Pietro Novelli e nel 1723 Giacomo Serpotta adornò i pilastri con le statue delle Virtù.
Appartengono al periodo compreso tra la fine del XV e gli inizi del XVI secolo la chiesa della Gancia, la chiesa di Santa Maria dei Miracoli, la chiesa di San Francesco di Paola, la chiesa di Santa Maria della Catena, dal caratteristico portico gotico-catalano, e la chiesa di Santa Maria la Nova, dalla facciata preceduta da un portico a tre arcate catalane, nota per i riti antichi della passione di Gesù nel Venerdì santo.
Numerose chiese della città risalgono al periodo barocco. Ne ricordiamo alcune: la chiesa del Santissimo Salvatore, situata lungo corso Vittorio Emanuele; la chiesa della Madonna dei Rimedi, in piazza Indipendenza; la Chiesa di chiesa di Santa Caterina, sita in piazza Bellini; la chiesa di Sant'Ignazio all'Olivella, a pochi passi dal Teatro Massimo; la chiesa di Sant'Anna la Misericordia, sita nell'area dell'antico mercato dei Lattarini; la chiesa di San Matteo al Cassaro, che conserva le spoglie di Giacomo Serpotta e Vito D'Anna; la chiesa dell'Immacolata Concezione al Capo, con un interno straordinariamente ricco di decorazione marmorea policroma; la chiesa di San Giuseppe dei Teatini, di cui una delle facciate costituisce uno dei quattro prospetti architettonici dell'Ottagono del Sole; la chiesa del Gesù o Casa Professa, rivestita al suo interno da bassorilievi marmorei posti sulla tribuna e Putti, tutti su modelli di Giacomo Serpotta, esperto in "barocco sacro".

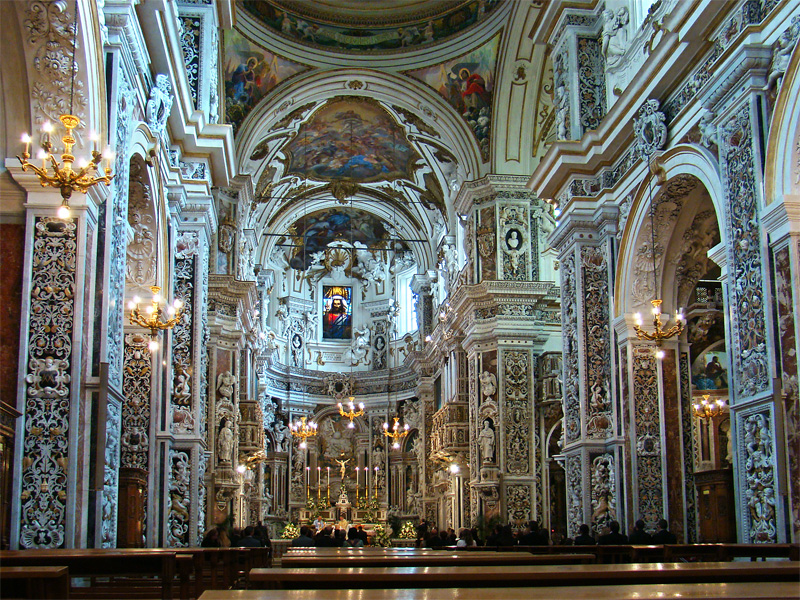
Interno della chiesa del Gesù, detta Casa Professa.

La chiesa di Santa Teresa, nel quartiere della Kalsa, fronteggia il Foro Italico ed è visibile dal mare, oltre alla Porta dei Greci. La chiesa di San Domenico, con il caratteristico fronte formato da un telaio di colonne, di dimensioni maggiori di quelle della Cattedrale stessa, maestosa e dalla facciata sgargiante domina l'omonima piazza, con al centro la colonna dell'Immacolata, creando così una grande sintonia tra piazza e facciata della chiesa. Dalla metà del XIX secolo la chiesa è adibita a Pantheon dei siciliani illustri. Vi sono allocate lapidi, tombe, cenotafi e targhe che commemorano il ricordo di numerose personalità, tra cui Giovanni Falcone, Francesco Crispi, Camillo Finocchiaro Aprile, Vincenzo Florio, Giuseppe Pitrè, Giovanni Meli, Rosario Gregorio, Stanislao Cannizzaro, Michele Amari e molti altri.

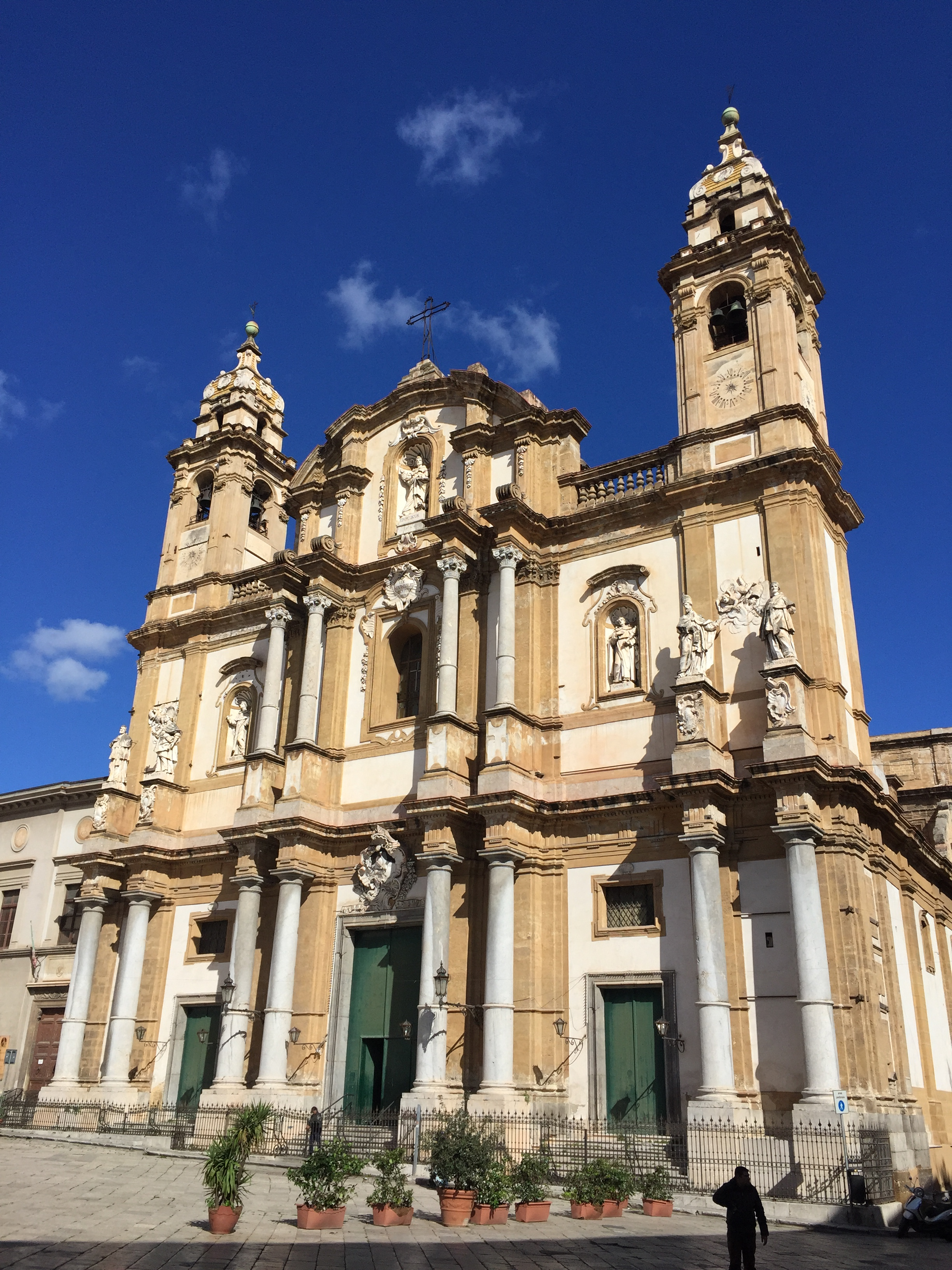
Chiesa di San Domenico.

La seicentesca chiesa del Carmine Maggiore, nello storico quartiere Albergheria, è una basilica a croce latina con tre navate, sorretta da 12 colonne in pietra di Billiemi con capitelli dorici, e una splendida cupola, costruita nel 1680, ricca di elementi scultorei e completamente rivestita nella parte esterna da maioliche smaltate con colori, che richiamano lo stile arabo, unica nel suo genere non solo a Palermo, ma in tutta la Sicilia.

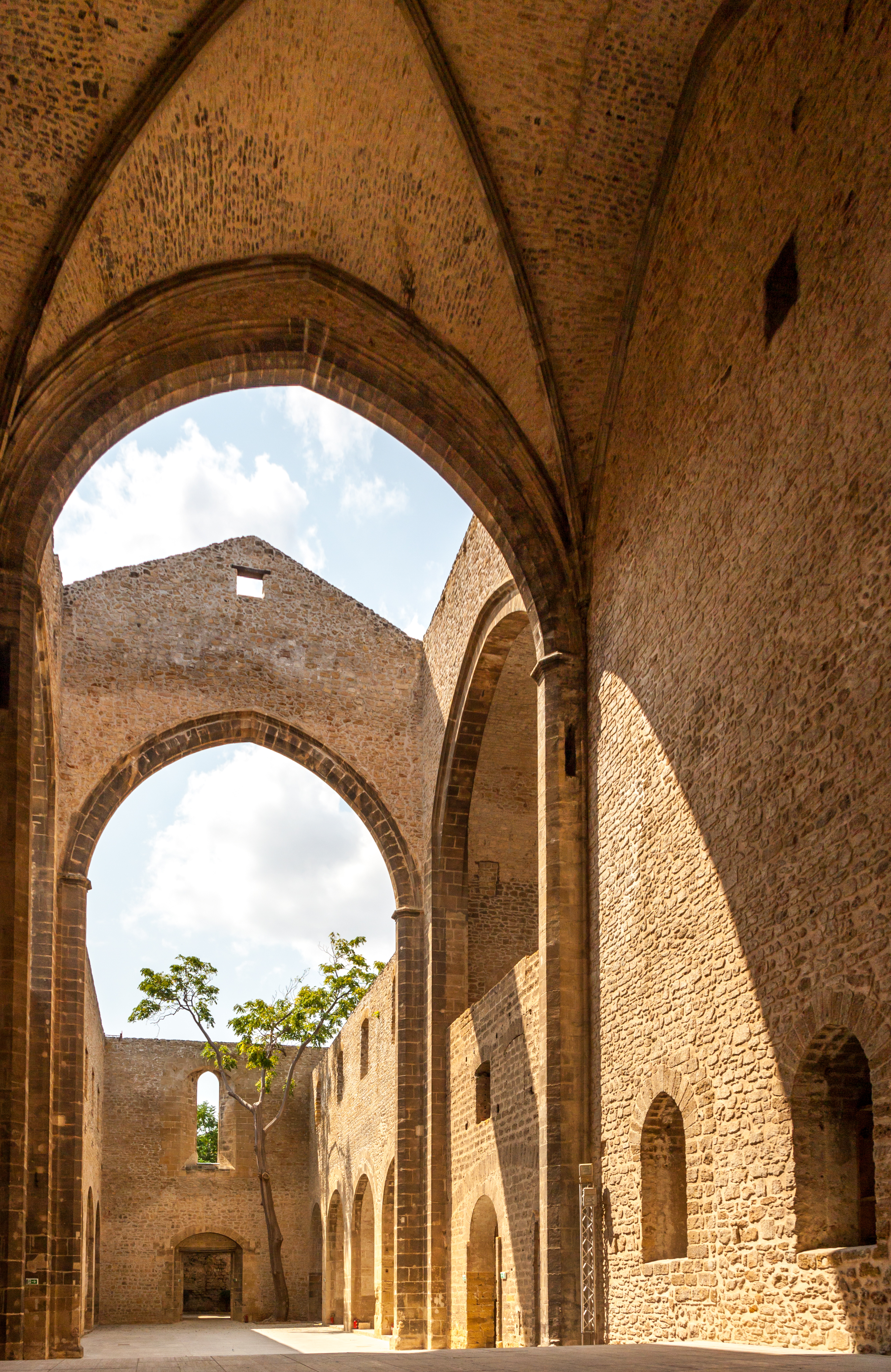
L'ex chiesa di Santa Maria dello Spasimo, oggi spazio che ospita numerosi eventi culturali cittadini.

Una menzione a parte merita la chiesa di Santa Maria dello Spasimo, costruita a partire dal 1509, dove era conservato lo Spasimo di Sicilia: è un suggestivo teatro all'aperto e vi si allestiscono spesso mostre ed eventi. Ospita inoltre gli uffici della Fondazione The Brass Group, il Museo del jazz, la Scuola Popolare di Musica, il Ridotto, denominato anche Blue Brass e la Scuola Europea d'Orchestra Jazz.
Un particolare interesse ha il santuario di Santa Rosalia sito sul Monte Pellegrino, costruito nel 1626 in una grotta, già sede di un santuario dedicato a Tanit, e presunto luogo di ritrovamento del corpo di Santa Rosalia, patrona principale della città.

#### Cappelle Palatine

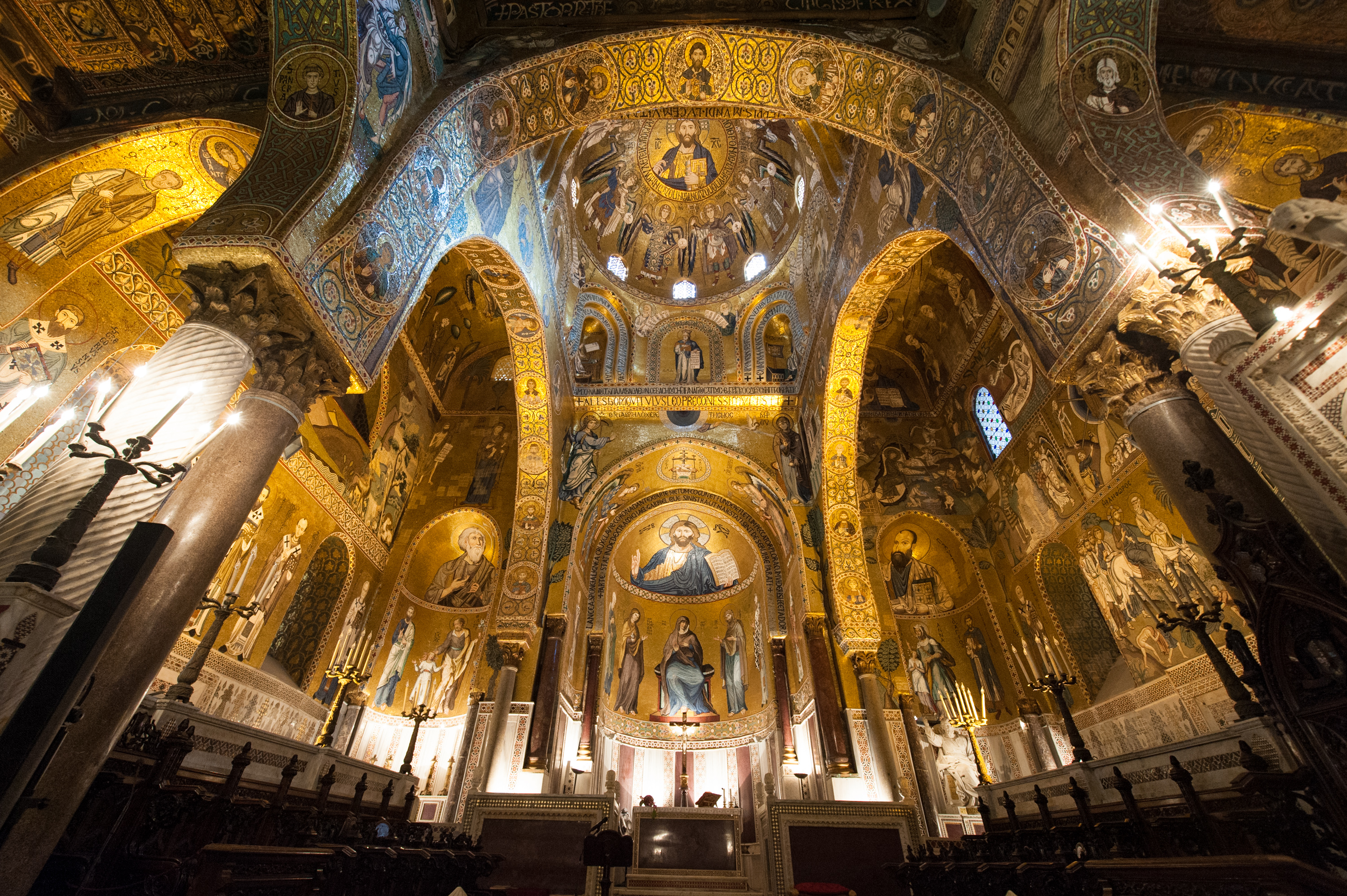
Cappella Palatina.

- All'interno del Palazzo dei Normanni si trova la sontuosa Cappella Palatina dei Santi Pietro e Paolo Apostoli[2][3], fatta costruire da Ruggero II dopo l'incoronazione avvenuta nel 1130. Cappella Palatina.Definita da Guy de Maupassant «la più bella chiesa del mondo, il più sorprendente gioiello religioso sognato dal pensiero umano»[4], essa rappresenta una straordinaria sintesi di forme architettoniche latine, mosaici bizantini e muqarnas islamiche considerate tra le massime espressioni dell'arte fatimida.
- 1175c., cappella palatina della Santissima Trinità presso il Palazzo della Zisa documentata già sotto il regno di Guglielmo II di Sicilia come Cappella Palatina della residenza, utilizzata come sacrestia della chiesa di Gesù, Maria e Santo Stefano alla Zisa, oggi appartiene alla parrocchia della chiesa dell'Annunziata[5]
- XI secolo, cappella palatina dei Santi Filippo e Giacomo del Castello di Maredolce alla Favara, ricostruzione voluta da Ruggero II di Sicilia sul preesistente palazzo dell'emiro Giafar al-Kalbi II. La Cappella insiste su un precedente luogo di culto islamico di derivazione bizantina
- 1130-1154, cappella palatina del Castello dell'Uscibene edificata per opera Gualtiero Offamilio, a Altarello di Baida.
- 1180, cappella palatina della Cuba sottana per opera di Guglielmo II di Sicilia.
- 1184, cappella palatina o chiesa di Santa Rosalia (?) della Cuba Soprana documentata dal XVIII secolo e Cubula per opera di Guglielmo II di Sicilia.

### Chiese esistenti
Suddivise in ordine alfabetico:

#### A
| - chiesa Anglicana - chiesa dell'Angelo Custode - chiesa delle Santissime Anime dei Corpi Decollati o chiesa della Madonna del Fiume oggi chiesa di Maria Santissima del Carmelo - chiesa delle Anime Sante nel Cimitero di Santa Maria dei Rotoli - Chiesa delle Anime del Purgatorio Collegio di Maria al Carmine - chiesa di Sant'Agata alla Guilla - chiesa di Sant'Agata la Pedata - chiesa di Sant'Agnese Vergine e Martire a Danisinni - chiesa di Sant'Agostino - Chiesa di Sant'Alberto Magno nel piano del Carmine Maggiore - chiesa di Sant'Alessandro dei Carbonai - Chiesa di Sant' Antonio di Padova alla Rocca | - chiesa di Sant'Alfonso Maria de' Liguori - chiesa di Sant'Ambrogio - chiesa di Sant'Andrea degli Amalfitani o «Aromatari» - chiesa di Sant'Andrea Apostolo a «Porta Oscura» - chiesa di Sant'Aniano - chiesa di Sant'Anna a Borgo Vecchio - chiesa di Sant'Anna dei Calzettai in «Rua Formaggi» - chiesa di Sant'Anna dei Pioppi - chiesa di Sant'Anna la Misericordia - chiesa di Sant'Antonio Abate - chiesa di Sant'Antonio Abate allo Steri - chiesa di Sant'Antonio di Padova dei Barbieri a «Palazzo Reale» - chiesa e convento di Sant'Antonio di Padova all'Arenella - chiesa e convento di Sant'Antonio di Padova degli Osservanti Riformati |

#### B
| - chiesa di Santa Barbara alla Kalsa - chiesa di San Basilio Magno | - chiesa di San Basilio a Mezzomorreale |

#### C
| - chiesa del Santissimo Crocifisso all'Albergheria - chiesa del Santissimo Crocifisso a Brancaccio - Ciaculli - chiesa del Santissimo Crocifisso all'Olivella o «Signuruzzu» - chiesa del Santissimo Crocifisso a Pietratagliata - chiesa dei Santi Cosma e Damiano - chiesa dei Santi Cosma e Damiano a Sferracavallo - chiesa dei Santi Crispino e Crispiniano degli Andalusi - chiesa dei Santi Quattro Coronati - chiesa di San Calogero - chiesa di Santa Croce - chiesa di Santa Croce via La Colla - chiesa di Santa Croce Monte Inserra - chiesa di San Carlo dei Milanesi o dei «Lombardi» | - chiesa di San Carlo Borromeo Via Altofonte - chiesa di San Nicolò la Carruba alla Kalsa - chiesa di San Cataldo - chiesa di Santa Cecilia - chiesa di San Ciro a Maredolce - chiesa di San Cristoforo dei Littori - chiesa di Santa Caterina da Siena - chiesa di Santa Caterina da Siena a Falsomiele - chiesa di Santa Caterina d'Alessandria - chiesa di Santa Chiara d'Assisi - chiesa di Santa Chiara d'Assisi a zona Noce - chiesa di Santa Chiara all'Albergheria - chiesa di Santa Cita intitolata a «San Mamiliano» - chiesa di Santa Cristina al Borgo Nuovo - chiesa di Santa Cristina la Vetere |

#### D
- chiesa di San Domenico[16][52][58][59][60][61]
- chiesa di San Domenichino

#### E
| - chiesa Evangelica Valdese - chiesa dei Santi Euno e Giuliano - chiesa dell'Ecce Homo all'Uditore - chiesa di Sant'Elena e Costantino | - chiesa di Sant'Eligio degli Argentieri - chiesa di Sant'Ernesto - chiesa di Sant'Espedito - chiesa di Sant'Eulalia dei Catalani alla Vucciria |

#### F
| - Basilica di San Francesco d'Assisi - chiesa di San Francesco di Paola - chiesa di San Francesco di Paola via Petrazzi - chiesa di San Francesco di Sales Calatafimi - chiesa di San Francesco di Sales Notarbartolo - chiesa di San Francesco Saverio | - chiesa della Sacra Famiglia - chiesa della Sacra Famiglia Oreto - chiesa della Sacra Famiglia in via Normanni - chiesa della Sacra Famiglia o delle «Cappuccinelle» al Papireto - chiesa di San Filippo Apostolo - chiesa di San Filippo all'Uditore - chiesa di San Filippo Neri allo Zen |

#### G
| - chiesa del Bambino Gesù - chiesa del Cuore Eucaristico di Gesù - chiesa del Gesù o Casa Professa - chiesa dei Sacri Cuori (Palermo) - chiesa del Sacro Cuore - chiesa del Sacro Cuore a Villagrazia - chiesa del Sacro Cuore all'Uditore - chiesa del Santissimo Crocifisso a Mezzomorreale - chiesa del Santissimo Crocifisso a Settecannoli - chiesa del Santissimo Crocifisso all'Uditore - chiesa del Santissimo Crocifisso Mango - chiesa dell'Annunciazione del Signore - chiesa di Gesù e Maria a via Butera - chiesa di Gesù e Maria di Piazza Sant'Anna ai Lattarini - chiesa di Gesù, Maria e Giuseppe - chiesa di Gesù, Maria e Giuseppe a via Oreto - chiesa di Gesù Sacerdote - chiesa di San Gabriele Arcangelo a Villaggio di Santa Rosalia - chiesa di San Gabriele Arcangelo a via Perpignano - chiesa di San Gaetano o Maria Santissima del Divino Amore di Brancaccio - chiesa di San Giacomo dei Quartieri o dei Militari o La Mazzara o degli Spagnoli - chiesa di San Gioacchino all'Olivella - chiesa di San Giorgio dei Genovesi - chiesa di San Giorgio in Kemonia - chiesa di San Giovanni Apostolo - chiesa di San Giovanni Bosco a Sampolo | - chiesa di San Giovanni Bosco a Settecannoli - chiesa di San Giovanni alla Guilla - chiesa di San Giovanni Decollato - Chiesa di San Giovanni Battista di Baida - chiesa di San Giovanni Battista a Boccadifalco - chiesa di San Giovanni Battista a Sferracavallo - chiesa di San Giovanni degli Eremiti - chiesa di San Giovanni dei Lebbrosi - chiesa di San Giovanni dei Napoletani - chiesa di San Giovanni dell'Origlione - chiesa di San Giovanni della Croce - chiesa di San Giovanni di Dio ai Benfratelli - chiesa di San Giovanni Maria Vianney o del «Curato d'Ars» a Falsomiele - chiesa di San Girolamo sotto il titolo della «Madonna delle Grazie» a Mondello - Chiesa di San Giuseppe del Collegio di Maria al Carmine all'Albergheria - chiesa di San Giuseppe dei Teatini - chiesa di San Giuseppe a corso Tukory - chiesa di San Giuseppe a Falsomiele - chiesa di San Giuseppe ai Leoni - chiesa di San Giuseppe all'Uditore - chiesa di San Giuseppe Artigiano a Brancaccio - Chiesa di San Giuseppe in Maria o del Sabato - chiesa di San Giuseppe Cottolengo - chiesa di San Gregorio Papa - chiesa di San Gregorio a Boccadifalco - Santuario di San Giovanni Battista e monastero benedettino di San Martino delle Scale, oggi convento dei Frati Minori di San Francesco di Baida |

#### I
| - chiesa di Sant'Ignazio Martire all'Olivella - chiesa di Sant'Ippolito | - chiesa di Sant'Isidoro Agricola dei Fornai all'Albergheria |

#### J
- Chiesa di Janua Coeli

#### L
| - chiesa di San Luca a Villagrazia - chiesa di Santa Lucia vergine e martire al Politeama - chiesa di Santa Lucia o Badia del Monte - chiesa di San Luigi Gonzaga - chiesa di Santa Luisa de' Marillac |

#### M
- Cattedrale Metropolitana della Santa Vergine Maria Assunta[111][112][113]
- Chiesa  Maria Santissima Ausiliatrice a via Sampolo

| - Cappella di Santa Maria Incoronata - chiesa dei Diecimila Martiri - chiesa di Maria Santissima Mediatrice a Villa Tasca - chiesa del Carmine Maggiore - chiesa del Collegio di Maria al Capo - chiesa della Presentazione di Maria Santissima - chiesa della Madonna Assunta già Santa Maria delle Grazie alla Guadagna - chiesa della Madonna dei Rimedi - chiesa della Madonna dei Pescatori - chiesa della Madonna del Lume ai Cassàri - chiesa della Madonna del Paradiso - chiesa della Madonna del Soccorso già di «San Nicolò del Bosco» - chiesa della Madonna della Misericordia la Savona - chiesa della Madonna della Provvidenza via Ammiraglio Rizzo - chiesa della Madonna della Provvidenza ipogea - chiesa della Madonna della Vittoria - chiesa della Vittoria di Mezzomonreale dei Minimi di San Francesco di Paola - chiesa della Madonna della Grotta a Casa Professa - chiesa della Madonna della Grotta del Collegio Massimo al Cassaro - chiesa della Madonna della Volta - chiesa della Madonna delle Grazie dei Macellai di «Piazzetta dei Caldomai» - chiesa della Madonna delle Lacrime - chiesa della Madonna dell'Acqua - chiesa della Madonna dell'Orto - chiesa della Madonna di Buon Riposo - chiesa della Madonna dell'Itria dei Cocchieri - chiesa della Madonna dell'Itria detta della «Pinta» - chiesa della Madonna di Loreto dei Credenzieri - chiesa della Madonna di Lourdes di piazza Ingastone - chiesa di Maria Santissima dei Naufraghi al corso dei mille - chiesa della Madonna di Monserrato dei «Benedettini di Spagna» - chiesa della Madonna di Monserrato sotto il titolo di «Santa Lucia al Borgo» - chiesa della Mater Dei - chiesa della Santissima Annunziata o Annunziatella degli Sbirri alle Balate - chiesa di Maria Santissima Annunziata alla Pinta - chiesa di Maria Santissima Annunziata a Porta d'Ossuna - chiesa di Maria Santissima Annunziata a «Porta Montalto» - chiesa di Maria Santissima Annunziata alla Zisa - chiesa della Santissima Annunziata allo Scutino - chiesa di Maria Santissima Annunziata in Corso Alberto Amedeo - chiesa dell'Annunziata del Giglio - chiesa dell'Immacolata Concezione al Capo Porta Carini - chiesa dell'Immacolata Concezione allo Scavuzzo - chiesa di Immacolata (Santa Rita) - chiesa di Immacolata Rifugio dei Peccatori - Chiesa di Santa Maria Immacolata a via Castellana - chiesa di Maria Santissima Addolorata - chiesa di Maria Santissima Assunta di via Maqueda - chiesa di Maria Santissima Assunta a Mater Dei - chiesa di Maria Santissima Consolatrice a Villaggio Ruffini - chiesa di Maria Santissima Assunta a Perpignano - chiesa di Maria Santissima Ausiliatrice all'Arenella - chiesa di Maria Santissima Ausiliatrice a Sampolo - chiesa di Maria Santissima d'Egitto o «Egiziaca» - chiesa di Maria Santissima degli Afflitti - chiesa di Maria Santissima dei Naufraghi - chiesa di Maria Santissima del Bell'Amore a Villagrazia - chiesa di Maria Santissima del Buon Consiglio - chiesa di Maria Santissima del Carmelo via Decollati - chiesa di Maria Santissima del Carmelo corso dei Mille - chiesa della Madonna del Fervore in via Francesco Paolo Perez - chiesa di Maria Santissima del Parco delle Dame - chiesa di Maria Santissima del Perpetuo Soccorso, in via Madonna del Soccorso (Altarello) - chiesa di Maria Santissima del Rosario a Cruillas - chiesa di Maria Santissima del Rosario a Settecannoli - chiesa di Maria Santissima del Rosario a via Bambinai - chiesa di Maria Santissima del Rosario a via Chiappara - chiesa di Maria Santissima del Rosario alla Bandita - chiesa di Maria Santissima del Rosario a Boccadifalco - chiesa di Maria Santissima dell'Addaura - chiesa di Maria Santissima della Consolazione primitivo Oratorio di San Mercurio - chiesa di Maria Santissima della Lettera all'Acquasanta - chiesa di Maria Santissima della Lettera alla Parco della Favorita - chiesa di Maria Santissima della Mercede al «Capo» - chiesa di Maria Santissima della Misericordia | - chiesa di Maria Santissima della Presentazione - chiesa di Maria Santissima della Soledad ex «San Demetrio» - chiesa di Maria Santissima delle Grazie detta del Sabato - chiesa di Maria Santissima delle Grazie a Brancaccio - chiesa di Maria Santissima delle Grazie a Monte Grifone - chiesa di Maria Santissima delle Grazie a Settecannoli - chiesa di Maria Santissima delle Grazie a Villagrazia - chiesa di Maria Santissima delle Grazie ai Pirriaturi - chiesa di Maria Santissima delle Grazie in Corso dei Mille - chiesa di Maria Santissima delle Grazie in via Conte Federico - chiesa di Maria Santissima di Pompei - chiesa di Maria Santissima Immacolata - chiesa di Maria Santissima Immacolata a Montegrappa - chiesa di Maria Santissima Immacolata a Settecannoli - chiesa di Maria Santissima Madre della Chiesa - chiesa di Maria Santissima Madre della Misericordia - chiesa di Maria Santissima Mediatrice - chiesa di Maria Santissima Regina degli Apostoli a Bordonaro - chiesa di Maria Santissima Regina Pacis - chiesa di Maria Santissima Stella Maris - chiesa di Nostra Signora della Consolazione - Chiesa di Maria Santissima Consolatrice in via della Resurrezione - chiesa di Nostra Signora delle Nazioni in Sant'Eugenio Papa - chiesa di Nostra Signora di Lourdes - Chiesa di Nostra Signora della Rocca Madre delle Grazie - chiesa di Regina Mundi - chiesa di Santa Maria degli Agonizzanti - chiesa di Santa Maria degli Angeli detta la «Gancia» - chiesa di Santa Maria degli Angeli a via Falconara - chiesa di Santa Maria degli Angeli a Sferracavallo - chiesa di Santa Maria dei Miracoli - chiesa di Santa Maria del Gesù - chiesa di Santa Maria di Gesù al Capo o «Santa Maruzza ri Canceddi» - chiesa di Santa Maria di Gesù a piazza Sant'Anna - chiesa di Santa Maria del Giusino - chiesa di Santa Maria del Paradiso di via Maiali - chiesa di Santa Maria del Paradiso dei Mugnai - chiesa di Santa Maria del Piliere o degli Angelini - chiesa di Santa Maria dell'Ammiraglio o della «Martorana» - chiesa di Santa Maria della Catena - chiesa di Santa Maria della Pace o dei «Cappuccini» - chiesa di Santa Maria della Pietà - chiesa di Santa Maria della Purificazione al Real Albergo dei Poveri - chiesa di Santa Maria della Sapienza - Chiesa di Santa Maria delle Grazie al Ponticello - chiesa di Santa Maria delle Grazie di Montevergini - chiesa di Santa Maria delle Grazie e «Cripta delle Repentite» - chiesa di Santa Maria delle Grazie dei Notai - chiesa di Santa Maria delle Grazie a Pallavicino - chiesa di Santa Maria dello Spasimo - Chiesa di Santa Maria di Castiglia - chiesa di Santa Maria di Monte Oliveto o «Badia Nuova» - chiesa di Santa Maria di Porto Salvo - chiesa di Santa Maria di Valverde - chiesa di Santa Maria La Mazzara - chiesa di Santa Maria La Nova - chiesa di Santa Maria La Reale - chiesa di Santa Maria Maggiore - chiesa di Santa Maria Salute degli Infermi - chiesa di Stella Maris all'Arenella - chiesa di Santa Maria Goretti - chiesa di Santa Margherita in via Marabitti - chiesa di Santa Maria Maddalena - chiesa di San Marco Evangelista - chiesa di San Marco Evangelista allo Sperone - chiesa di San Martino Vescovo - chiesa di San Matteo al Cassaro - chiesa di San Mattia Apostolo Noviziato dei Padri Crociferi - chiesa di San Michele Arcangelo via Sciuti |

#### N
| - chiesa di San Nicolò di Bari a Vetrana Bandita - chiesa di San Nicolò all'Albergheria - chiesa di San Nicola da Tolentino degli Agostiniani scalzi - chiesa di San Nicola all'Uditore | - chiesa di San Nicolò al Borgo o «lo Gurgo» - chiesa di San Niccolò lo Reale - chiesa di Santa Ninfa dei Crociferi |

#### O
- chiesa di Sant'Oliva[194]
- chiesa di Sant'Orsola[74][195]
- chiesa di Sant'Onofrio al «Macello»[196]

#### P
| - chiesa dei Santi Pietro e Paolo - chiesa dei Santi Pietro e Paolo o Maria Santissima del Rifugio - chiesa del Tempietto della Pace - chiesa di San Pietro in Vinculis dei Fornai - chiesa di San Pietro Martire - chiesa di San Paolino ai Giardinieri, dal 1990 costituisce la Moschea di Palermo - chiesa di San Paolo Apostolo - chiesa di San Paolo de Algas - chiesa di San Pio X e Assunta alla Guadagna - chiesa delle Anime del Purgatorio |

#### R
| - chiesa di San Raffaele Arcangelo - chiesa di San Ranieri e dei Santi Quaranta Martiri Pisani alla «Guilla» - chiesa dei Santi Quaranta Martiri Pisani al Casalotto - chiesa dei Tre Re - chiesa di Santa Rita via Giuseppe Pollaci - chiesa di Santa Rita via Giuseppe Di Mensa - chiesa di San Rocco | - chiesa di Santa Rosa da Lima - chiesa di Santa Rosalia a Pallavicino - chiesa di Santa Rosalia a San Lorenzo - chiesa di Santa Rosalia in via Marchese Ugo - chiesa di Santa Rosalia e dei Santi Quattro Coronati al Capo - Santuario di Santa Rosalia di Monte Pellegrino |

#### S
| - chiesa del Santissimo Salvatore - chiesa del Santissimo Salvatore a Settecannoli - chiesa del Santissimo Salvatore di corso dei Mille. - chiesa del Santo Sepolcro - chiesa dello Spirito Santo - chiesa di San Sebastiano a «Porta Carbuni» - chiesa di San Sebastiano presso San Giacomo La Mazzara - chiesa di San Sebastiano presso Porta San Giorgio - chiesa di San Sergio | - chiesa di San Silvestro Papa - chiesa di San Simone - chiesa di Santa Silvia - chiesa di Santa Sofia dei Tavernieri - chiesa del Santo Spirito o del «Vespro» al Cimitero di Sant'Orsola - chiesa di San Stanislao Kostka al «Noviziato al Capo» - chiesa di Santo Stefano protomartire alla Zisa - chiesa di Santa Susanna |

#### T
- Basilica della Santissima Trinità del Cancelliere o della Magione[38][94][118][165][217][218]

| - chiesa di Santa Teresa alla Kalsa - chiesa di Santa Teresa del Bambin Gesù - chiesa di Santa Teresa in via Filippo Parlatore - chiesa di San Tommaso d'Aquino | - chiesa di San Tarcisio |

#### V
| - chiesa di Santa Venera a «Porta Termini» - chiesa di San Vincenzo de' Paoli - chiesa di San Vito Martire | - chiesa di Fondo Vitale - chiesa di Villa Sofia - chiesa Valdese |

### Chiese non più esistenti
Il cosiddetto terremoto di Terrasini, del 1º settembre 1726, provocò danni in città. Anche i terremoti dell'8 settembre 1818, 24 febbraio 1819, 5 marzo 1823, con epicentri rispettivamente nelle Madonie, Castelbuono, Pollina provocano danni. I primitivi manufatti che raccordano l'Arcivescovado e la cattedrale metropolitana della Santa Vergine Maria Assunta, la basilica di San Francesco d'Assisi sono i luoghi di culto che subiscono i danni più rilevanti.
Un numero elevato di chiese è demolito nel periodo a cavallo dell'Unità d'Italia per necessità urbanistiche e di viabilità, ad esempio per la costruzione del Teatro Massimo Vittorio Emanuele. Dal 1860 al 1891 furono perdute le seguenti chiese:
| - Chiesa di Sant'Agata delle Scoruggie alle Mura - Chiesa dei Sette Angeli con monastero - Chiesa di Santa Maria dei Rimedi e Santa Teresa fuori Porta Nuova con convento - Chiesa della Vittoria fuori Porta Nuova con convento - Chiesa di Santa Elisabetta con monastero - Chiesa di San Vito con monastero - Chiesa di San Giuliano con monastero - Chiesa di San Francesco delle Stimmate con monastero - Chiesa dell'Immacolata Concezione allo Scavuzzo con monastero - Chiesa di Santa Maria delle Grazie di Montevergini con monastero - Chiesa di Santa Maria delle Grazie ai Divisi con monastero - Chiesa dello Spirito Santo con gancia benedettina - Chiesa di San Giovanni degli Eremiti con gancia benedettina - Chiesa di San Mattia del Noviziato dei Crociferi con convento - Chiesa dell'Immacolata Concezione ai Cartari con convento | - Chiesa di San Michele Arcangelo - Chiesa del Volto di Cristo al Papireto - Chiesa di Santa Marta - Chiesa di San Tommaso dei Greci - Chiesa di San Nicolò dei Bologni con convento (o del Cassaro dem. 1943) - Chiesa della Martorana con monastero - Chiesa dell'Annunziata a Porta Montalto con convento - Chiesa del Collegio Massimo dei Gesuiti - Chiesa di San Giovanni dei Tartari - Chiesa di San Giacomo la Marina - Chiesa di Sant'Anna al Capo - Chiesa di San Giacomo dei Militari - Chiesa di San Paolo d'Alga nel Quartiere dei Militari - Chiesa di Santa Maria Maddalena nel Quartiere dei Militari - Chiesa di San Rocco |

Per il taglio e il completamento della via Roma dal 1895 al 1932 seguì la demolizione di aree edificate del rione Conceria e dei quartieri adiacenti (Stazzone, Santa Rosalia, Giardinaccio), con l'abbattimento di chiese, mura e palazzi.
Altrettanti scempi sono perpetrati durante e dopo i bombardamenti del secondo conflitto mondiale che tuttora lasciano rase al suolo ampie porzioni di numerosi quartieri del ricchissimo centro storico palermitano, esempi i bombardamenti del 23 giugno 1940, 6 luglio 1941, 1 marzo - 16 e 17 aprile - 9 maggio - 29 e 30 giugno 1943. Per molte costruzioni nel dopoguerra è modificata la destinazione d'uso oppure è concordata la prolungata chiusura. Non mancano tuttavia esempi celebri di demolizioni avvenute al di fuori dei periodi elencati, come l'oratorio di Sant'Orsola demolito nel XVII secolo per le successive riedificazioni della chiesa di San Domenico o per le ricostruzioni di altre chiese, in seguito diversamente intitolate. Famoso è l'abbandono della struggente chiesa di Santa Maria dello Spasimo dovuta alla presunta insalubrità dei luoghi e ai disegni tattico-militari del XVI secolo, da cui derivò anche il fraudolento trasferimento in Spagna dello Spasimo di Sicilia, da molti anni adibita alle funzioni più disparate, è oggi destinata a sede di spettacoli pubblici.

## Cimiteri
Peculiarità della maggior parte degli edifici di culto cittadini, dettata dalla particolare presenza di cavità e reti di gallerie nel sottosuolo, è la presenza di catacombe, eremi sotterranei, rifugi, luoghi di culto, tombe, cimiteri, cripte. In seguito l'aggiunta di colatoi, essiccatoi, locali per l'imbalsamazione e mummificazione, ovvero di spazi espressamente preposti al trattamento conservativo dei cadaveri. Interi aggregati costituiti da chiese in tutte le accezioni, cappelle, conventi / monasteri, oratori, chiostri, cortili, confraternite e similari, tutti luoghi deputati alla sepoltura di personale, confrati e patrocinatori. La necessità di fronteggiare emergenti e vasti aspetti sanitari, l'entrata in vigore dell'Editto di Saint Cloud, l'applicazione delle disposizioni in Italia nel 1806, posero fine all'inumazione dei corpi entro i recinti dei luoghi di culto. Solo in alcune strutture periferiche fu consentito lo sviluppo di impianti cimiteriali esterni. Per il merito, la caratura, l'operato, lo spessore di amati personaggi sono contemplate tuttavia delle deroghe che ai giorni nostri consentono d'accogliere le spoglie mortali del sacerdote Pino Puglisi temporaneamente nella cattedrale di Palermo (2013) e di Giovanni Falcone nel Pantheon degli "Uomini illustri" della chiesa di San Domenico (2015).
Elenco dei cimiteri
- Cimiterio Santi Angeli del Plano Matris Panormitane Ecclesiæ o Cimitero di Tutti i Santi documentato sul Piano della Cattedrale
- Catacombe di Porta d'Ossuna
- Cimitero dei Cappuccini
- Cimitero di Sant'Orsola
- Cimitero di Santa Maria dei Rotoli
- Cimitero di Santa Maria di Gesù

## Conventi
- Convento di Santa Maria Maddalena[180]
- Convento francescano di Santa Lucia al Borgo

### Femminili
- Convento di Maria Santissima della Mercede al «Capo»[142]

Demolizioni o chiusure post Unità d'Italia dal 1860 al 1891:
- Convento di Santa Maria e Santa Teresa d'Avila fuori Porta Nuova dell'Ordine dei carmelitani scalzi sotto il titolo di «Santa Maria dei Rimedi»[119][120][122]

### Maschili
- Convento di San Domenico. L'edificio che include l'Oratorio del Rosario di San Domenico e chiostro, è adibito a sede del Museo del Risorgimento e della Società Siciliana di Storia Patria.[52][223]
- Convento di Santa Cita dell'Ordine domenicano presso la chiesa di Santa Cita[52][54][224]
- Convento «de' Chiodari» dei Frati Minori Conventuali presso la chiesa di San Francesco d'Assisi alla Kalsa.[52]
- Convento dei frati minori osservanti sotto il titolo dei «Santi Cosma e Damiano», già chiesa di San Rocco oggi chiesa dei Santi Cosma e Damiano al Capo[14][34][225]
- Convento dei frati francescani del Terzo Ordine sotto il titolo dell'«Annunziata» alla Zisa[226]
- Convento della Madonna del Soccorso
- Convento dei frati minori osservanti sotto il titolo della «Madonna della Grazia»[225]
- Convento dei frati francescani del Terzo ordine sotto il titolo di «San Nicolò degli Scalzi» della chiesa di San Giovanni dei Tartari[227]
- Convento dei frati francescani del Terzo ordine sotto il titolo di «Sant'Anna» della chiesa di Sant'Anna la Misericordia nel rione dei Lattarini[228][229]
- Convento dei frati minori riformati di Santa Maria di Gesù e chiesa francescana di Santa Maria di Gesù[152][230][231]
- Convento dei frati francescani riformati sotto il titolo di «Sant'Antonio»[231]
- Convento di San Nicola degli Eremitani di Sant'Agostino
- Convento dei Gesuiti presso Casa Professa o chiesa del Gesù
- Convento dei frati carmelitani scalzi della chiesa del Carmine Maggiore di Ballarò[116][117][232]
- Convento dei frati carmelitani scalzi della chiesa della Madonna dei Rimedi o Convento Beata Maria Vergine dei Rimedi
- Convento delle suore carmelitane scalze o Convento Santa Teresa di Gesù sotto il titolo di «Sant'Anna e Santa Teresa di Gesù» presso la chiesa di Santa Teresa alla Kalsa
- Convento dei frati carmelitani scalzi o Convento Santa Teresa di Gesù sotto il titolo della «Madonna del Rimedio e Santa Teresa di Gesù» fuori Porta Nuova[231]
- Convento dei frati carmelitani scalzi in Monte Santo della chiesa di Sant'Antonio in Porta Termini con annesso ospedale. 1866, Comunità soppressa, chiesa, convento e ospedale abbattuti[228]
- Convento dei frati minori riformati del 1598 presso il Santuario di Santa Rosalia di Monte Pellegrino
- Convento Carmelitano dell'Itria dei frati carmelitani di Trapani
- Convento dei Gesuiti di San Francesco Saverio
- Convento dell'Annunziatella degli sbirri alle balate
- Convento di Santa Chiara
- Convento dei frati francescani riformati o «Cappuccini» sotto il titolo di «San Francesco d'Assisi» presso la chiesa di Santa Maria della Pace[162][226]
- Convento dei frati conventuali sotto il titolo della «Santissima Annunziata»[232]
- Convento dei frati minori conventuali sotto il titolo di «San Francesco d'Assisi»[228]
- Convento dei frati minori osservanti di Santa Maria degli Angeli (La Gancia)[223]
- Convento dei frati minori osservanti sotto il titolo di «San Giovanni» di Baida[233]
- Convento degli Agostiniani Scalzi sotto il titolo di «San Nicolò da Tolentino»[227]
- Convento degli Agostiniani Calzi sotto il titolo di «Sant'Agostino» nel rione Monte di Pietà[13][225]
- Convento degli Agostiniani Calzi sotto il titolo di «Sant'Agata la Pedata» presso Porta Sant'Agata[231]
- Convento degli Agostiniani Calzi sotto il titolo di «Santa Maria della Consolazione» presso la chiesa di Santa Maria della Consolazione al Molo[226]
- Convento degli Agostiniani Scalzi sotto il titolo di «San Gregorio Papa» nel rione Porta Carini[225]
- Convento dei Paolotti
- Convento dei Paolotti sotto il titolo di «Santa Maria delle Vittorie»[225]
- Convento dei Paolotti sotto il titolo di «Santa Ninfa» presso la chiesa di Santa Ninfa a Porta Carini[226]
- Convento di San Nicolò da Tolentino[188]

Demolizioni o chiusure post Unità d'Italia dal 1860 al 1891:
- Convento dell'Ordine dei Minimi di San Francesco di Paola sotto il titolo della «Vittoria» fuori Porta Nuova[234]
- Convento dei Mercedari scalzi sotto il titolo dell'«Immacolata Concezione» al Molo
- Convento dei Mercedari scalzi sotto il titolo dell'«Immacolata Concezione» dei Cartari ai Lattarini[228][235]
- Convento dell'Ordine dei frati carmelitani scalzi di piazza Bologni, ricostruzione distrutta dal bombardamento del 1943[227][236]
- Convento dell'Ordine dei frati minori conventuali di San Francesco d'Assisi sotto il titolo della «Santissima Annunziata» a «Porta Montalto»[135]
- Convento dei Mercedari calzi sotto il titolo della «Madonna della Mercede» al Capo, prima istituzione dell'Ordine in Italia[225][237]

## Monasteri
- Monastero dei Benedettini
- Monastero benedettino dei bianchi di Monte Oliveto presso la chiesa di San Giorgio in Kemonia[63]
- Monastero di Santa Maria dell'Itria o della «Pinta»[238]
- Monastero dell'Ordine dei Minori Osservanti di San Francesco già monastero dell'Ordine carmelitano già monastero benedettino di Santa Maria degli Angeli di Baida.

### Femminili
- Monastero del Santissimo Salvatore al Cassero vicino alla cattedrale metropolitana della Santa Vergine Maria Assunta dell'Ordine basiliano.[157][211][239][240]
  - Monastero di San Teodoro dentro le mura all'Oreto dell'Ordine basiliano, fondato da Papa Gregorio Magno.[39][239][241]
  - Monastero di San Matteo all'Oreto dell'Ordine basiliano, riservato alle donne.[239][241]
  - Monastero di Santa Maria di Loreto all'Oreto dell'Ordine basiliano.[239][241]
- Monastero di Santa Maria della Speranza presso la chiesa di Santa Maria della Speranza[121][242]
- Monastero di San Giovanni l'Origlione al Cassaro[98][243]
- Monastero di Santa Chiara presso la chiesa di Santa Chiara nella piazza di Ballarò dell'Ordine francescano.[49][243]
- Monastero dell'Assunta a Porta di Vicari[240]
- Monastero di Santa Maria dell'Ammiraglio o della «Martorana» dell'Ordine benedettino.[156][240]
- Monastero di Santa Caterina d'Alessandria al Cassaro dell'Ordine domenicano.[44][244]
- Monastero domenicano di Santa Caterina da Siena a Porta Termini[244]
- Monastero di Santa Maria di tutte le Grazie del Terz'Ordine francescano[244]
- Monastero di Santa Rosalia dell'Ordine benedettino[208][244]
- Monastero della Concezione di Maria Vergine dell'«Ordine Benedettino» a Porta Carini[139][245]
- Monastero domenicano della Madonna della Pietà[246]
- Monastero di Santa Teresa a Porta dei Greci[246]
- Monastero carmelitano di Valverde sulla direttrice per Porta San Giorgio[175][246]
- Monastero benedettino di Santa Maria delle Vergini[246]
- Monastero benedettino di Sant'Andrea Apostolo alle Vergini presso la chiesa di Sant'Andrea alle Vergini o chiesa di Sant'Andrea apostolo a Porta Oscura.[19]
- Monastero benedettino della Santissima Trinità del Gran Cancelliere[247]
- Monastero benedettino di Santa Maria dei Latini del Cancelliere[248]
- Monastero di San Francesco di Sales dell'Ordine della Visitazione di Santa Maria o delle religiose Visitandine[245]
- Monastero di Santa Maria del Popolo[249]
- Monastero benedettino di Santa Maria di Monte Oliveto o della «Badia Nuova»[171][245][250]
- Monastero della Sacra Famiglia o monastero delle Suore Cappuccine o delle «Cappuccinelle» al Papireto[75]

Demolizioni o chiusure post Unità d'Italia dal 1860 al 1891:
- Monastero dei Sette Angeli dell'Ordine delle minime di San Francesco di Paola o delli «Pignatelli» al Cassaro Piazza Duomo[245][251][252]
- Monastero di Santa Elisabetta Regina del Terz'Ordine di San Francesco d'Assisi al piano di Palazzo Reale[63][243][253]
- Monastero di San Vito del Terz'Ordine francescano sotto il titolo di «Santa Maria di tutte le Grazie» presso i baluardi delle Mura Spagnole omonimi, oggi sede del Comando Provinciale dell'Arma dei Carabinieri[245][254]
- Monastero di San Giuliano dell'Ordine dei teatini sotto il titolo dell'«Immacolata Concezione»[247][255]
- Monastero di San Francesco delle Stimmate della chiesa Granni o Badia delle Nobili o delle Dame, retto secondo la regola delle clarisse di Santa Chiara sotto il titolo delle «Stimmate di San Francesco»[192][247][256]
- Monastero sotto il titolo dello «Scavuzzo» alla Fieravecchia del Terz'Ordine di San Francesco d'Assisi senza clausura[140][244]
- Monastero di Montevergini sotto il titolo di «Santa Maria delle Grazie» al Cassaro, retto secondo la regola delle clarisse di Santa Chiara[168][247]
- Monastero di Santa Maria della Grazia o delle repentite ai Divisi dei Biciclettai retto con la regola benedettina della Congregazione olivetana[257]

### Maschili
- Monastero degli Agostiniani,
- Monastero benedettino di Santa Maria delle Vergini
- Monastero di Santa Maria della Speranza
- Monastero Olivetani di Santa Maria dello Spasimo dei Padri Olivetani[170][258]
- Monastero di Santo Spirito del Vespro[97]
- Monastero di San Basilio dell'Ordine basiliano.[239][259][260]
- Monastero benedettino di Sant'Ermete di Palermo, fondato da Papa Gregorio Magno presso la preesistente chiesa di San Giorgio e le due Moschee arabe. Identificato col Monastero normanno di San Giovanni degli Eremiti nel piano di San Mercurio. Affidato da Ruggero II di Sicilia ai monaci dell'Ordine di Montevergine.[261]
- Monastero Pretoriano di Palermo, fondato da Papa Gregorio Magno derivato in chiesa di San Gregorio e Convento di San Gregorio degli agostiniani scalzi.[262]
- Monastero Lucuscano dei santi Massimo e Agata di Palermo, fondato da Papa Gregorio Magno.[263]
- Monastero di Sant'Adriano di Palermo, fondato da Papa Gregorio Magno.[264]
- Monastero della Visitazione[5]
- Monastero dei Trinitari sotto il titolo di «San Demetrio»[232]
- Monastero dei Minoriti ai Latterini sotto il titolo di «San Giovanni Evangelista»[227]
- Monastero dei Minoriti sotto il titolo di «San Marco Evangelista» nel rione Santa Ninfa[225]
- Monastero dei Cassinesi sotto il titolo di «San Carlo»[227]
- Monastero dei Cassinesi sotto il titolo di «San Martino delle Scale», fondato da Papa Gregorio Magno. Basilica e Monastero.[233][265][266]
- Monastero benedettino di San Nicolò del Bosco[123]
- Monastero di San Giovanni degli Eremiti[90],[91]
- Monastero di San Giorgio in Kemonia fondato dai Cistercensi e retto dai Padri Benedettini Bianchi di Monte Oliveto[86]
- Monastero di San Gregorio degli Agostiniani Scalzi[104]
- Monastero dello Spirito Santo dei Padri benedettini cassinesi[212]
- Monastero benedettino di San Benedetto e San Luigi[37]

## Oratori esistenti
- Oratorio dei Bianchi
- Oratorio dei Miseremini in San Matteo al Cassaro
- Oratorio dei Nobili e Capomaestri
- Oratorio dei Padri Filippini all'Olivella
- Oratorio del Carminello
- Oratorio del Corpus Domini
- Oratorio del Crocifisso di Lucca
- Oratorio del Santissimo Rosario in San Domenico
- Oratorio del Santissimo Rosario in Santa Cita
- Oratorio del Sangue di Cristo.[75]
- Oratorio del Santissimo Crocifisso alla Magione
- Oratorio dell'Ecce Homo al Capo
- Oratorio dell'Immacolatella
- Oratorio della Compagnia di Sant'Anna ubicato nelle adiacenze della chiesa di Sant'Andrea degli Amalfitani o «Aromatari»,[267] oggi ruderi dopo i bombardamenti del 1943.
- Oratorio della Compagnia del Santissimo Sacramento all'Albergheria presso la chiesa di San Nicolò de' Latini
- Oratorio della Congregazione della Madonna del Soccorso presso il convento di Sant'Agostino[268]
- Oratorio della Carità di San Pietro ai Crociferi
- Oratorio della Congregazione della Sciabica nel chiostro della Casa dei Teatini.[269]
- Oratorio della Croce e Martorio di Cristo detto del «Sabato»
- Oratorio della Madonna del Fervore
- Oratorio della Madonna del Rifugio dei Peccatori Pentiti
- Oratorio della Madonna del Sabato, attuale Sinagoga della città di Palermo
- Oratorio della Purità ubicato nel secondo chiostro del convento della basilica di San Francesco d'Assisi.
- Oratorio della Santissima Annunziata dei Nobili
- Oratorio delle Anime Sante del Purgatorio
- Oratorio delle Dame
- Oratorio di Gesù e Maria[270]
- Oratorio dei Pellegrini
- Oratorio di Sant'Alberto al Carmine Maggiore
- Oratorio dei Santi Elena e Costantino
- Oratorio dei Santi Pietro e Paolo
- Oratorio di Sant'Antonio Abate o «dei Saponai»[271]
- Oratorio di Sant'Orsola
- Oratorio di San Corrado[272]
- Oratorio di San Filippo Neri presso la chiesa di Sant'Ignazio all'Olivella
- Oratorio di San Francesco d'Assisi[273]
- Oratorio di San Giuseppe dei Falegnami ai Teatini
- Oratorio di San Lorenzo
- Oratorio di San Manuel Iacono
- Oratorio di San Marco
- Oratorio di San Mercurio
- Oratorio di San Nicolò di Tolentino
- Oratorio di San Vito
- Oratorio di Santa Caterina d'Alessandria all'Olivella
- Oratorio di Santa Cecilia, dopo la sede presso San Gregorio a Porta Carini, Ponticello, Magione, San Giuseppe e Fatebenefratelli.[274]
- Oratorio di Santa Maria del Gesù
- Oratorio di Santa Maria La Nova[178]
- Oratorio di Santa Maria Maggiore
- Oratorio del Venerdì e del Sabato presso la chiesa della Madonna della Provvidenza.[275]
- Oratorio per le Anime degli Agonizzanti.[145]
- Oratorio di Santa Maria degli Angeli alla Gancia
- Oratorio di Santo Stefano Protomartire al Monte di Pietà
- Giardinazzo[276]

## Chiese e oratori scomparsi
- cappella della famiglia Majda dedicata a San Nicolò primitiva costruzione esistente in luogo della chiesa di Sant'Agostino
- chiesa di Sant'Oliva primitiva costruzione esistente in luogo della chiesa di San Francesco di Paola[70]
- chiesa di Sant'Orsola[277] primitivo luogo di culto esistente in luogo della chiesa di San Domenico più volte riedificata
- chiesa di San Luca primitiva costruzione esistente in luogo della chiesa di San Giorgio dei Genovesi
- chiesa di San Giorgio in Kemonia primitiva costruzione esistente in luogo della chiesa di San Giuseppe Cafasso
- chiesa di Santa Teresa di Porta Carini elementi architettonici del prospetto demolito nel 1740 sono inseriti nella facciata della chiesa di San Gregorio Papa
- chiesa di San Saverio all'Albergheria
- chiesa della Madonna di Piedigrotta alla Cala[97][278]
- chiesa di Maria Santissima del Riposo
- chiesa di San Francesco delle Stimmate o chiesa Granni o Badia delle Nobili o delle Dame primitivo luogo di culto demolito per la costruzione del Teatro Massimo[192]
- chiesa di Maria Santissima del Lume
- chiesa di Sant'Apollonia[279] edificio oggi sede del Teatro Libero
- chiesa di San Girolamo, primitiva costruzione d'epoca normanna esistente in luogo della chiesa di Santa Maria degli Angeli[280]
- chiesa di Sant'Agata dei Carèri o dei Tessitori, distrutta dai bombardamenti del 1943.
- chiesa di San Giorgio lo Xheri, al suo posto oggi sorge la chiesa dei Tre Re
- chiesa di San Matteo primitivo luogo di culto esistente in luogo adiacente alla chiesa di Santa Caterina d'Alessandria[184]
- chiesa di San Nicolò la Carruba o «dei Greci» alla Kalsa[281][282][283]
- chiesa di San Nicolò dei Carmelitani[284]
- chiesa di San Nicolò lo Reale primitivo luogo di culto inglobato nell'attuale edificio[191]
- chiesa di San Nicolò alla Kalsa o «dei Latini»[285]
- chiesa di San Nicolò dei Pauperibus o «de Sulcro» primitivo luogo di culto derivato in chiesa di Sant'Antonio di Padova dei Barbieri adiacente «Palazzo Reale»[27][28]
- chiesa di San Nicolò al Cassaro[286]
- Chiesa di San Nicolò di Jalcia (Jalca o Galca)[159]
- chiesa di San Demetrio, ai bombardamenti è scampata la cappella della Madonna della Soledad che oggi costituisce nucleo a sé stante.[63]
- chiesa della Madonna dell'Itria all'Olivella documentata dal Mongitore.
- chiesa della Madonna dell'Itria alla Ferrarìa
- chiesa della Pinta di stile bizantino a Porta Castro sostituita dalla chiesa della Madonna dell'Itria detta della Pinta.[287]
- chiesa del Crocifisso.
- chiesa di San Teodoro agli Argentieri[39] divenuta chiesa di Sant'Andrea alle Vergini e annesso monastero di Santa Maria delle Vergini dell'Ordine benedettino.[19][288]
- chiesa di Santa Barbara la Soprana[179][289][290]
- chiesa di Santa Barbara la Sottana
- chiesa di Santa Croce[183]
- chiesa di San Giovanni dei Napoletani di Palermo, luogo di culto affidato ai Cistercensi del Monastero di Santo Spirito, primitiva costruzione.[291]
- chiesa di San Simone Apostolo[292]
- chiesa di Nostra Signora della Misericordia o chiesa di Sant'Anna la Misericordia del Terz'Ordine di San Francesco[229]
- chiesa di Santa Sofia tramutata in chiesa di San Nicolò dei Greci[281]
- chiesa di San Silvestro a Castellammare sotto il titolo di «San Giovanni Battista»[293]
- Cappella di Gerusalemme a Palazzo Reale[294]
- chiesa di San Giovanni Battista la Calca[283]
- chiesa di San Mercurio[295]
- chiesa di San Filippo d'Agira primitivo luogo di culto tramutato in chiesa del Gesù o Casa Professa[78]
- chiesa di Sant'Elia a «Porta Giudaica»[10][296]
- chiesa di Sant'Elia dei Latini (Sant'Elia de' Filingeri) del ceto dei Falegnami poi trasferito nel 1563 presso la chiesa di Sant'Elia dei Giudei[297]
- chiesa di San Giuseppe dei Falegnami primitivo luogo di culto derivato in chiesa di San Giuseppe dei Teatini[102]
- chiesa di San Pietro in Vinculis primitivo luogo di culto[197]
- chiesa di San Costantino della Calca primitivo luogo di culto derivato in chiesa di Sant'Elena e Costantino[64]
- chiesa di San Procopio[298]
- chiesa di Santa Restituta[212]
- chiesa di San Ferdinando Vescovo luogo di culto derivato in chiesa di San Silvestro Papa[214]
- chiesa di San Biagio primitivo luogo di culto[299]
- chiesa di Santa Maria del Cancelliere[129][169][248] o chiesa di Santa Maria dei Latini
- chiesa di San Pantaleo[300]
- chiesa di Sant'Eustachio primitiva chiesa del Monastero di Santa Maria del Latini
- chiesa della Madonna della Vittoria primitiva chiesa ricostruita con lo stesso titolo.[121]
- chiesa di Santa Maria della Speranza edificata da Gregorio Magno[121]
- chiesa di Santa Maria la Mazzara[157]
- chiesa di San Giacomo la Mazzara[157]
- chiesa di Santa Rosalia primitivo luogo di culto nel quartiere Olivella ove è documentata la casa della famiglia Sinibaldi e il Pozzo di Santa Rosalia.
- chiesa di San Giovanni al Piano
- chiesa di Sant'Anna di Porto Salvo al Capo
- chiesa di Gesù e Maria alla Mercede ai Cartari
- chiesa di Santa Maria della Pace[163]
- chiesa di San Michele de Indulciis primitivo luogo di culto[301][302][303]
- chiesa di San Leonardo de Indulciis primitivo luogo di culto[301]
- chiesa dei Santi Cosma e Damiano primitivo luogo di culto[301]
- chiesa di Santa Maria de Crypta primitivo luogo di culto e monastero retti dai monaci basiliani primitive costruzioni esistenti in luogo della chiesa del Gesù o Casa Professa[157][301]
- chiesa della Madonna delle Raccomandate
- chiesa dei Santi Filippo e Giacomo
- chiesa di San Dionisio
- grotta di San Calogero
- chiesa di San Giosafat, Liberale, Pietro in Vinculis, demolita nel 1943
- chiesa di San Giovanni e Giacomo a Porta Carini[304]
- chiesa di Santa Maria di Ustica e Sant'Onofrio e convento alla Kalsa
- chiesa di Santa Maria della Consolazione al Molo del Convento degli Agostiniani Calzi,[226] zona Ucciardone, demolita nel 1951 per edificare una centrale termoelettrica (a sua volta demolita nel 1985)
- chiesa di Santa Marta demolita nel 1785.[305]
- Chiesa di Santo Stefano d'Ammirato, luogo di culto demolito assieme al Palazzo dell'Ammiraglio per la costruzione della chiesa di Santa Caterina d'Alessandria.[306]
- Chiesa di Santa Elisabetta Regina al piano di Palazzo Reale, annessa al monastero delle monache del Terz'ordine di San Francesco, quest'ultimo trasformato in caserma nel 1866.
- Chiesa di San Tommaso dei Greci, 1860, demolita in seguito agli assalti in epoca borbonica.
- Oratorio di Santa Maria delle Grazie del Ponticello, demolito a causa dei danni del terremoto del 1823.
- Oratorio della Compagnia della Pace di Porta Termini, demolito nel 1852.

### XX secolo
Per il taglio e il completamento della via Roma dal 1895 al 1932:
| - Chiesa di Santa Margherita alla Conceria presso Piazza Venezia (1895) - Chiesa di Sant'Angelo Carmelitano alla Conceria (1895) - Oratorio di Gesù e Maria alla Conceria (1895) per il taglio e il completamento della via Roma - Chiesa di Nostra Signora della Purificazione dei Gallinari (1919 - 1921) - Chiesa di Santa Maria alli Schioppettieri (1919 - 1921) - Chiesa di San Giovanni Evangelista o chiesa di San Giovannello dei Minoriti e convento dell'Ordine dei frati minori conventuali (1919 - 1921) | - Chiesa di Santa Rosalia allo Stazzone e monastero dell'Ordine benedettino (1920) - Chiesa di Santa Maria di Montesanto (1920) - Chiesa di San Vincenzo Ferreri dei Confettieri (1920) - Oratorio di Santa Spina (1920) per il taglio e il completamento della via Roma - Oratorio di Santa Rosalia della Congregazione eponima (1920) per il taglio e il completamento della via Roma - Chiesa della Madonna di Visita Poveri (1932) |

## Galleria d'immagini

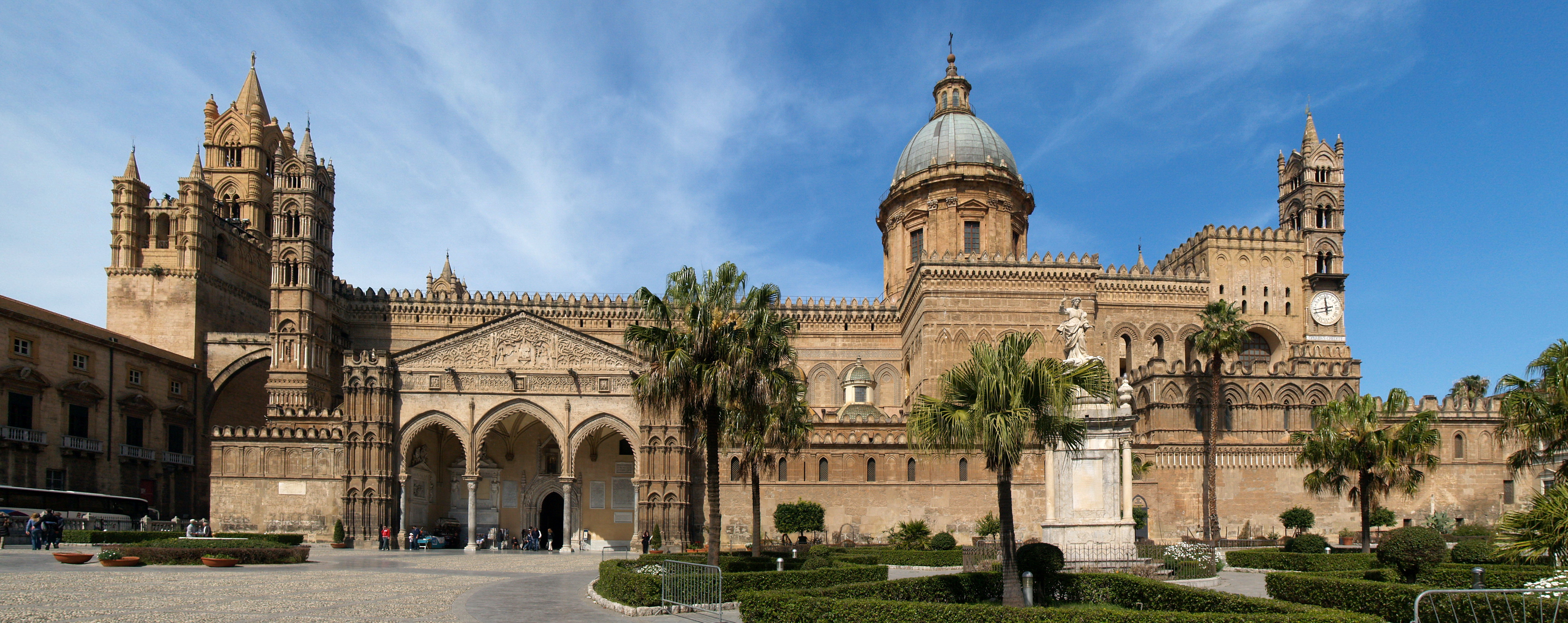
La Cattedrale
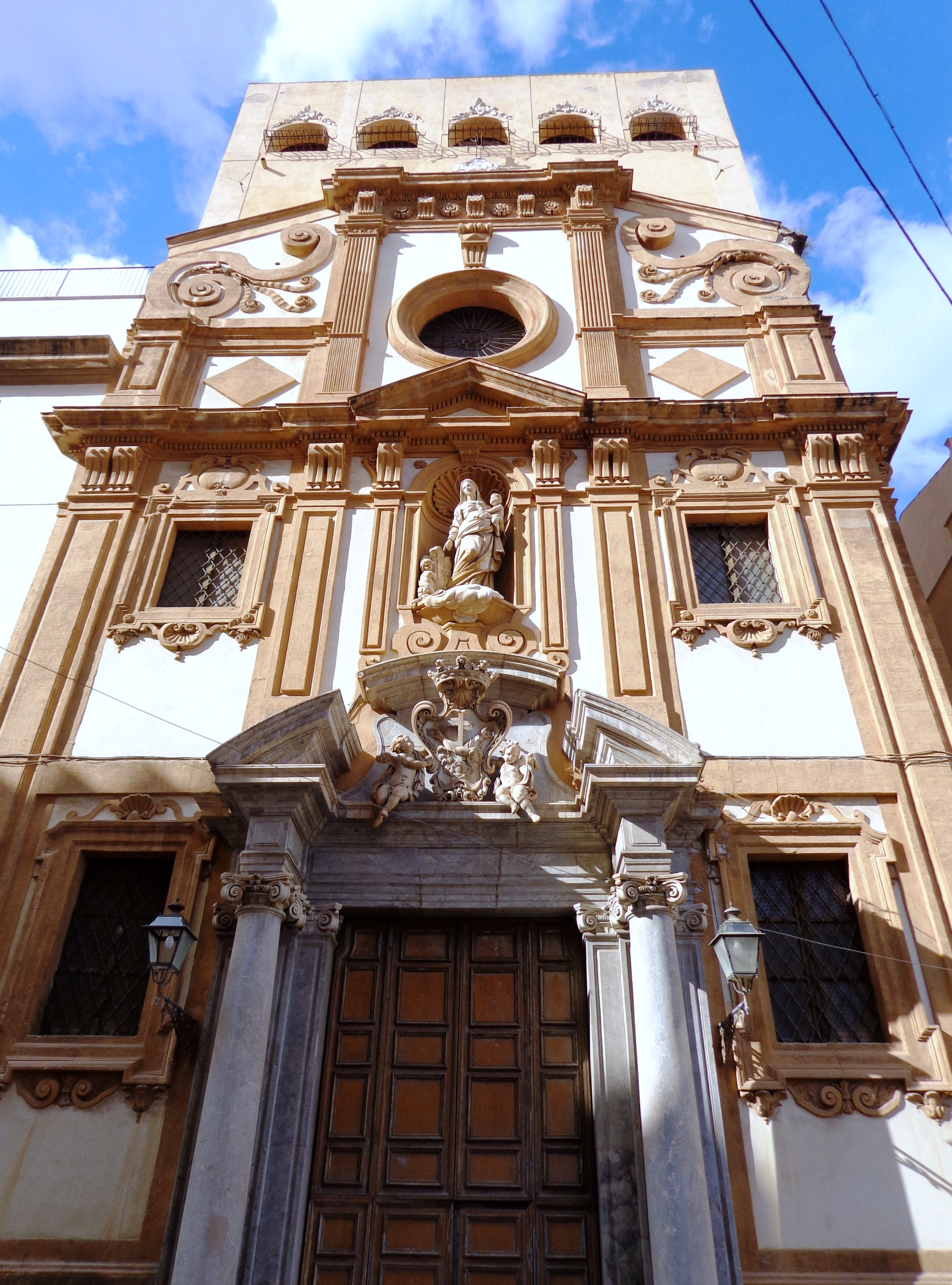
Chiesa della Madonna di Monte Oliveto o della «Badia Nuova»
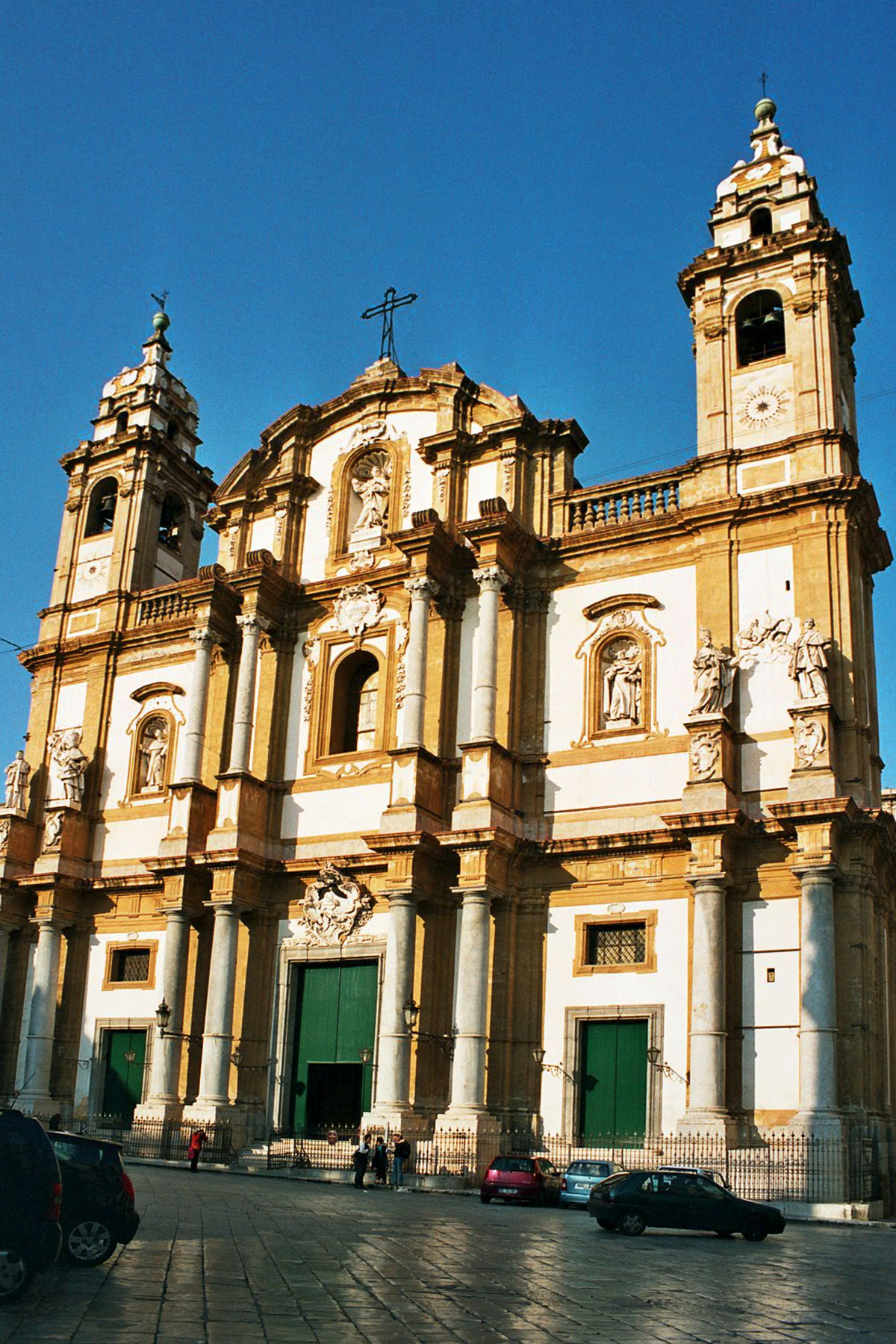
San Domenico
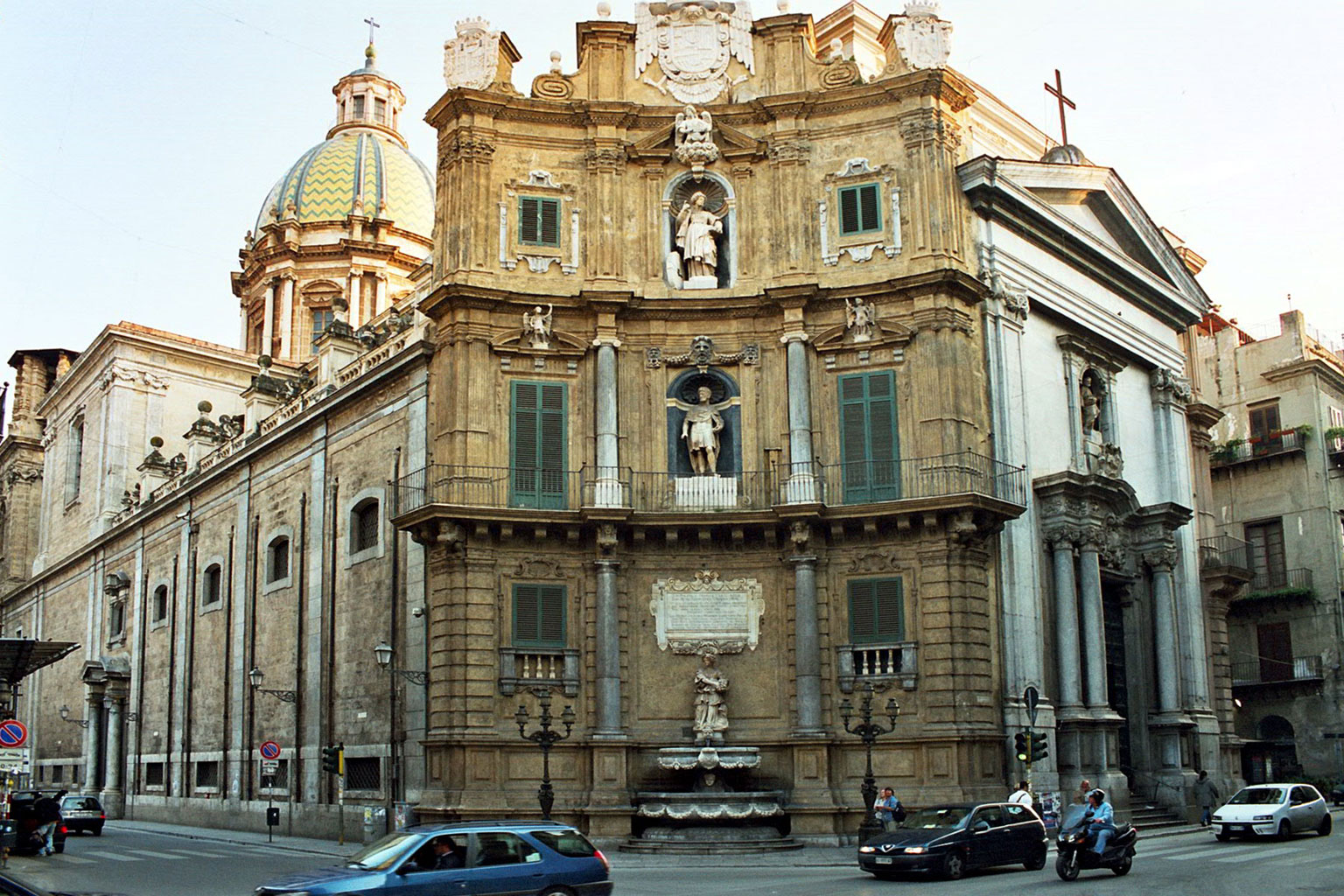
San Giuseppe dei Teatini
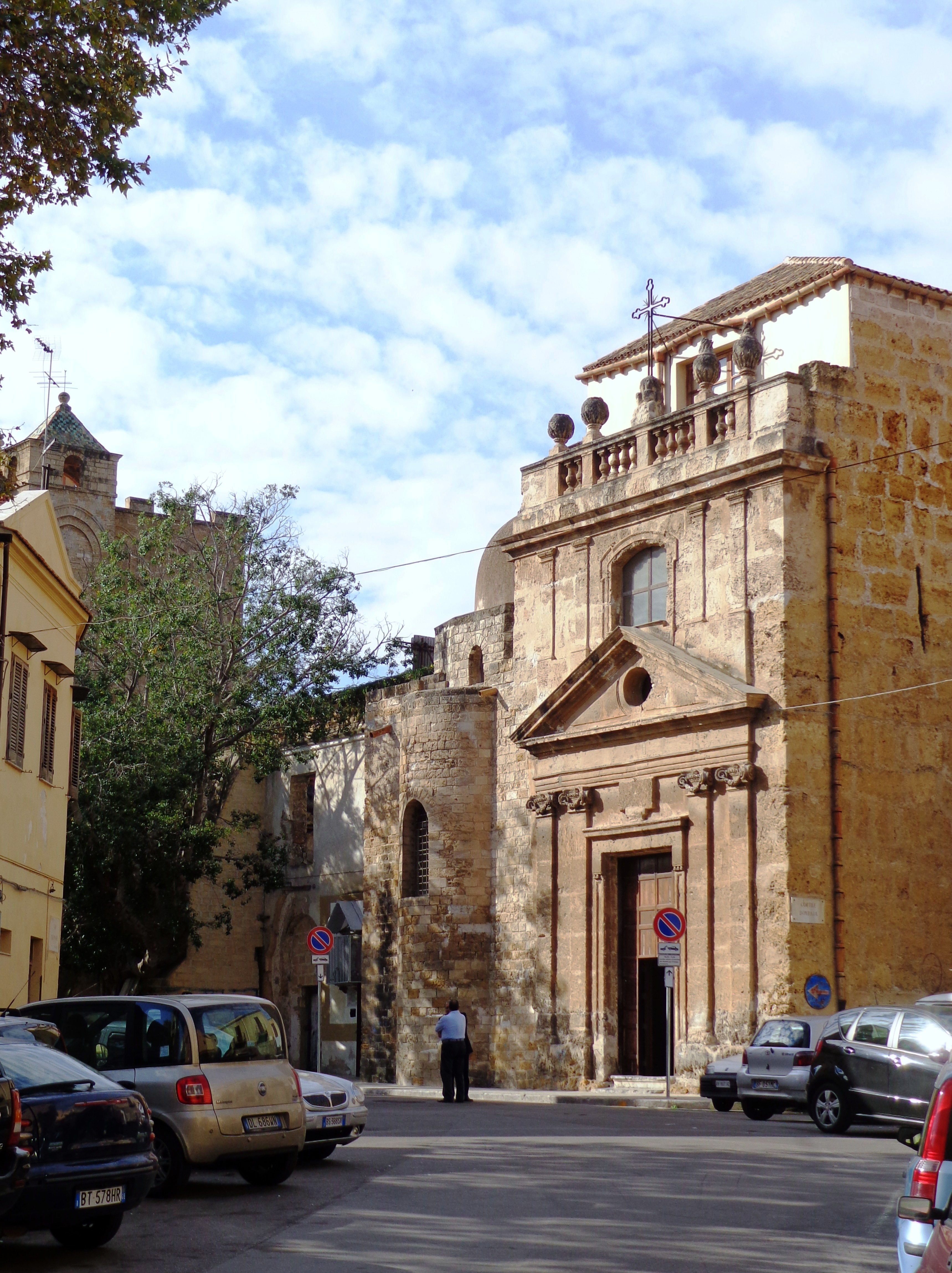
cappella Palatina della Santissima Trinità e chiesa di Santo Stefano alla Zisa.
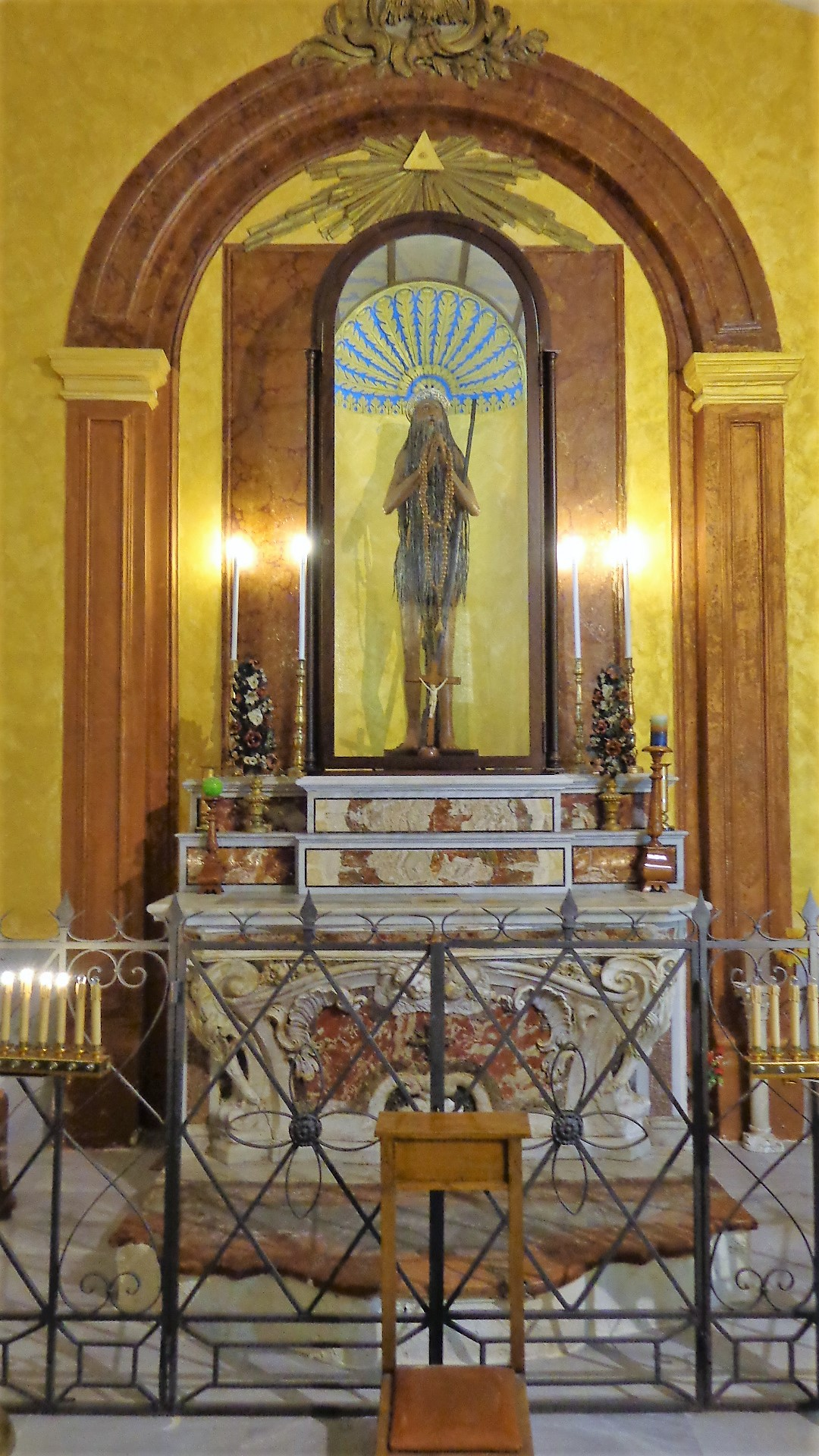
Oratorio di Sant'Onofrio.

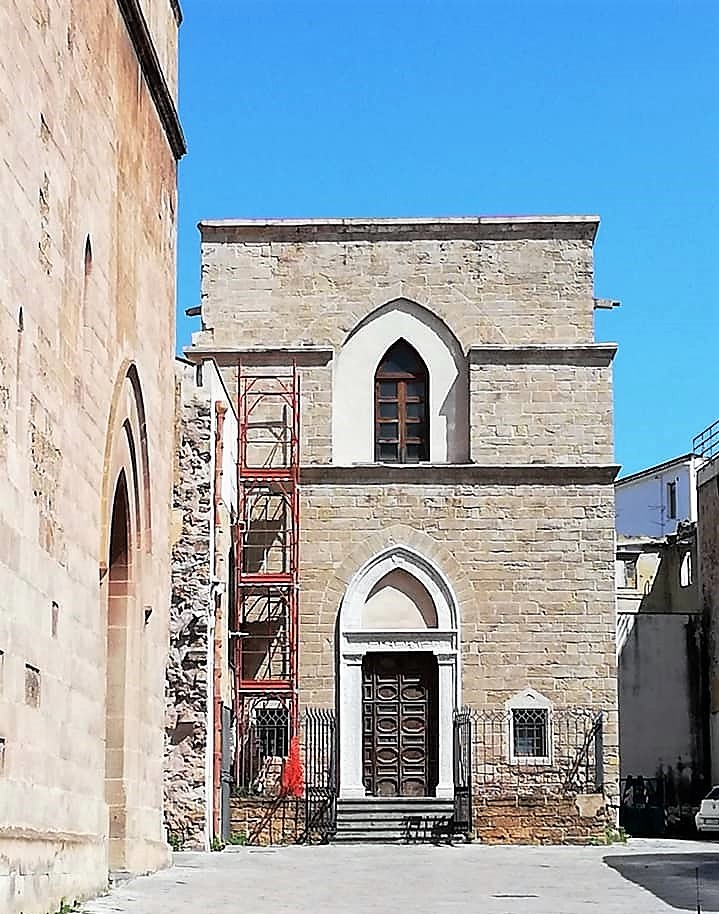
Chiesa di Sant'Antonio Abate alla Dogana.
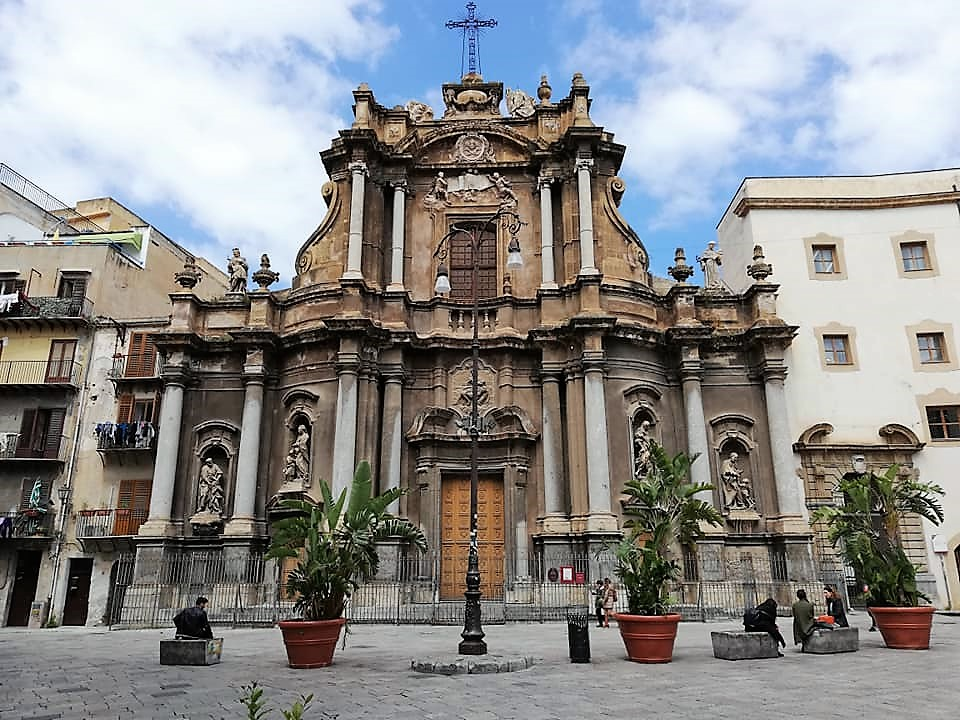
Chiesa di Sant'Anna la Misericordia ai Lattarini.
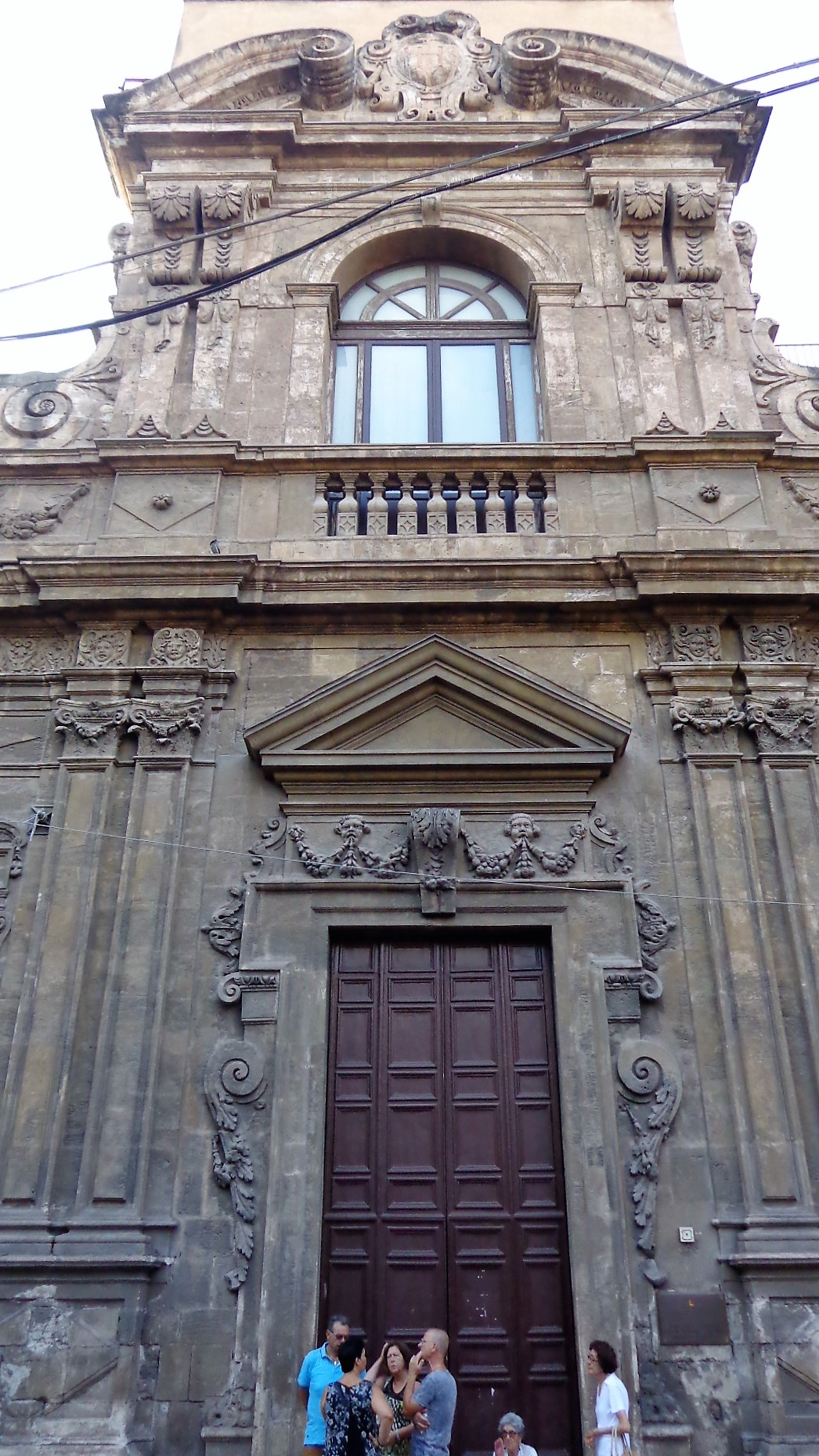
Chiesa di Santa Maria della Grotta al Collegio Massimo.